# Mariä Verkündigung (Mindelheim)

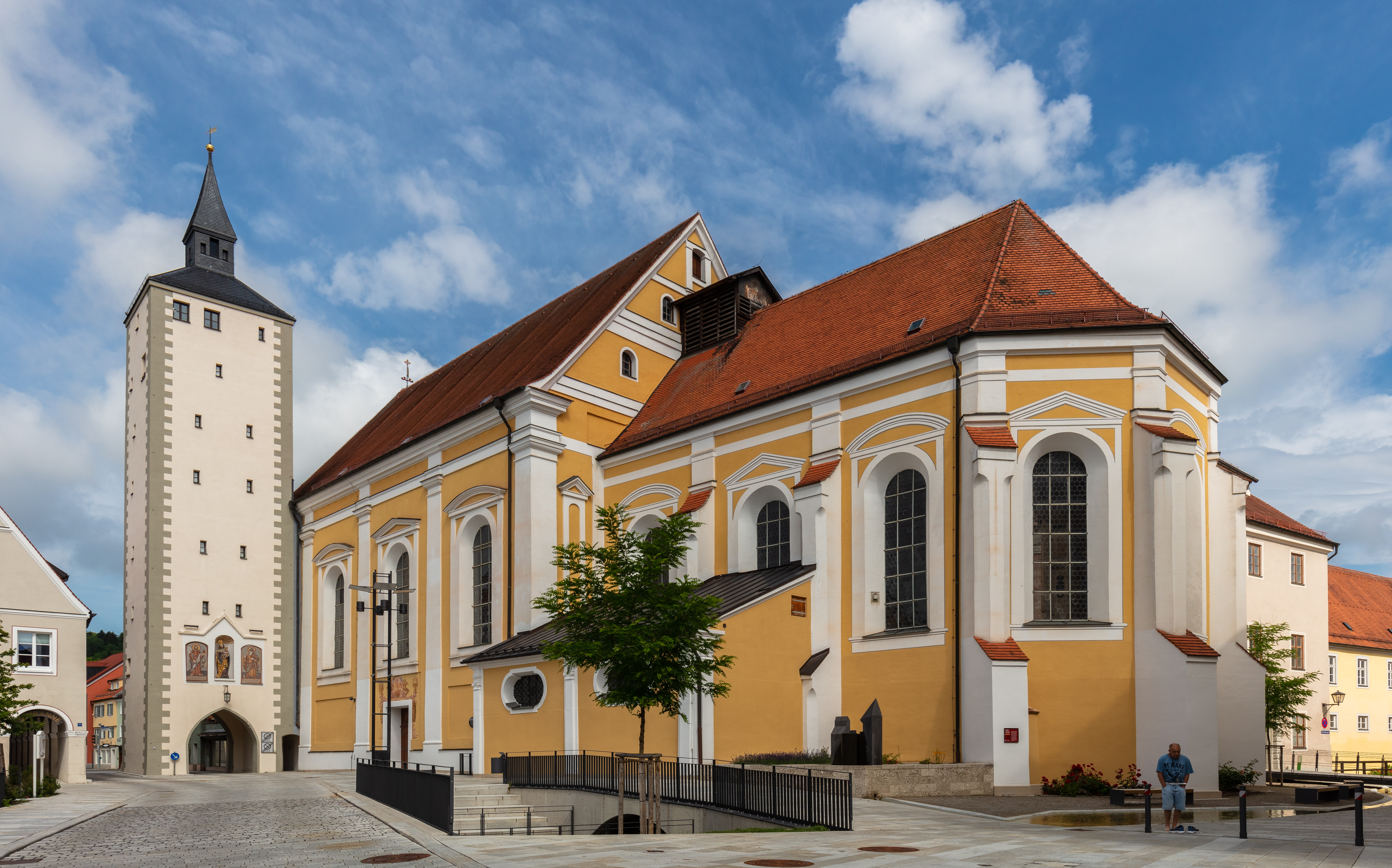
Mariä Verkündigung von Südosten mit der vorgelagerten Franz-Xaver-Kapelle

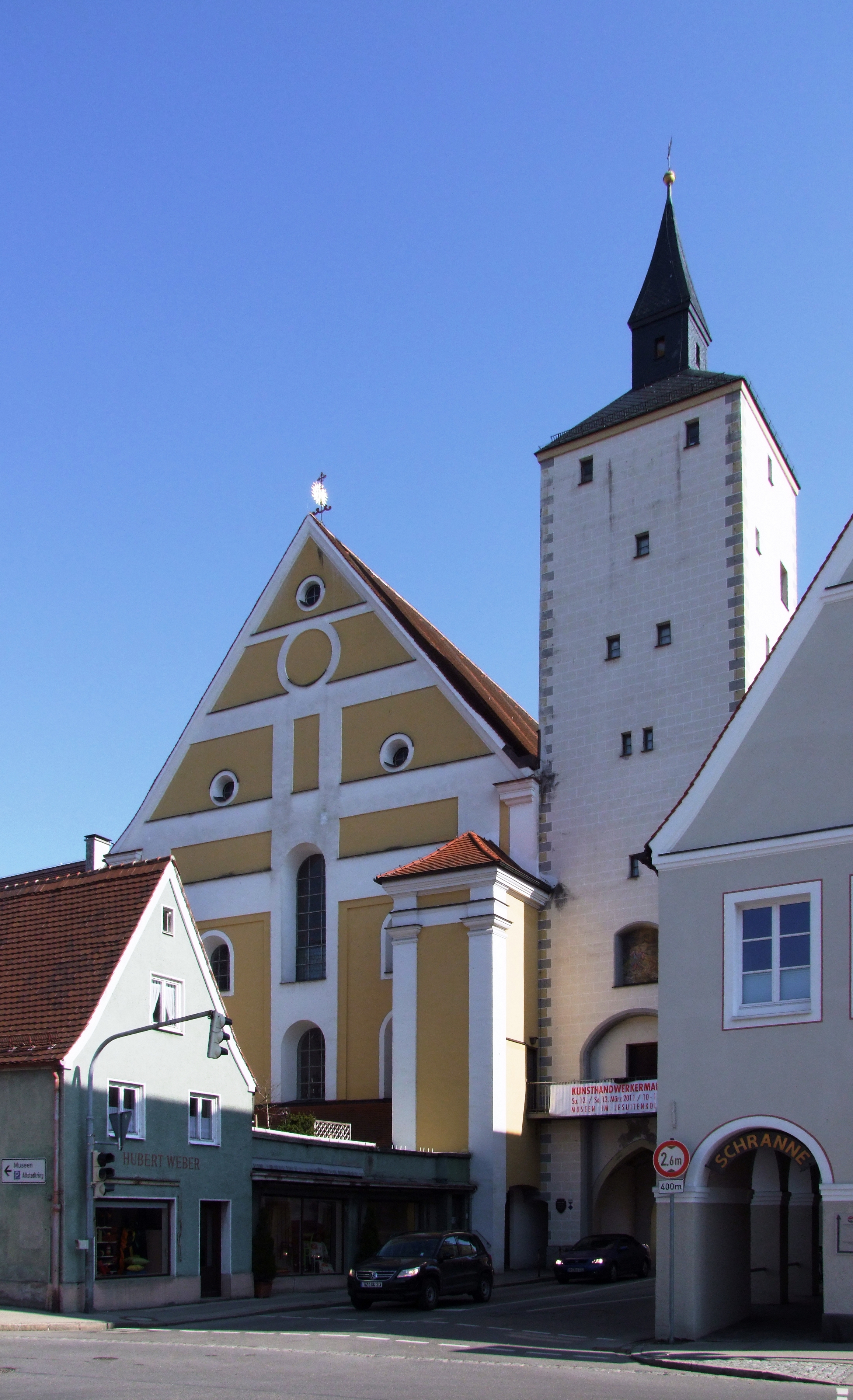
Mariä Verkündigung von Westen mit dem Schnäbelinstorturm

Mariä Verkündigung ist eine ehemalige Klosterkirche in der oberschwäbischen Kreisstadt Mindelheim. Der Bau war vom 13. bis 16. Jahrhundert Klosterkirche der Augustiner, vom 17. bis 18. Jahrhundert Kirche eines Jesuitenkollegiums, nach dessen Auflösung für kurze Zeit Klosterkirche der Malteser, und ist seit dem 19. Jahrhundert Filialkirche der römisch-katholischen Pfarrei St. Stephan von Mindelheim. Ihre heutige Gestalt erhielt das Gebäude im 18. Jahrhundert.
Bekannt ist Mariä Verkündigung durch ihre mit lebensgroßen Figuren bestückte, aus der Barockzeit stammende Weihnachtskrippe, die alljährlich zur Weihnachtszeit im Chor aufgestellt wird.

## Lage
Die Kirche steht am westlichen Ende der Altstadt vor dem Unteren Tor an der Maximilianstraße, an der sich auch der Eingang befindet. Die Westfassade grenzt an die ehemalige Stadtmauer. Die an der Südseite angebaute Franz-Xaver-Kapelle ragt in den Bürgersteig hinein. Unter der Sakristei und dem Chorraum verläuft die Mindel.

## Geschichte

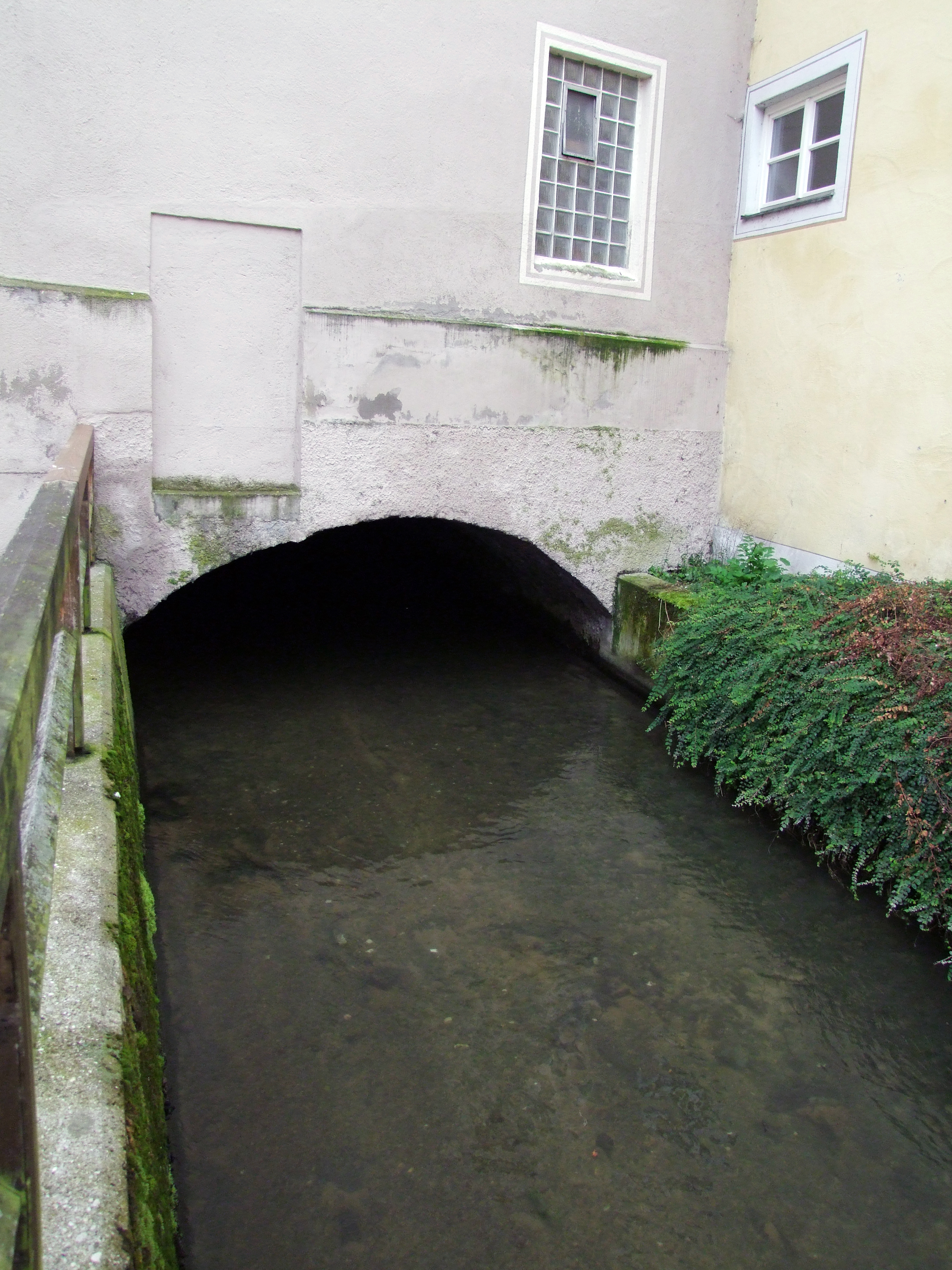
Die Mindel unterhalb der Sakristei

### Zeit der Wilhelmiten und Augustiner
Schwigger II. von Mindelberg gründete 1250 in Bedernau ein Kloster der Wilhelmiten, die 1260 die Regel der Augustiner-Eremiten übernahmen. Am 17. Mai 1263 erlaubte der Augsburger Bischof Hartmann von Dillingen den Brüdern, sich in Mindelheim niederzulassen. Noch im selben Jahr kauften sie mehrere Häuser am westlichen Rand der kleinen Stadt und errichteten Klostergebäude und Kirche. Die Weihe der ersten Kirche fand am 11. Mai 1264 statt. Bereits 1286 vernichtete ein Brand Kloster und Kirche. Heinrich III. von Mindelberg und seine beiden Söhne stifteten für den Wiederaufbau einen Altar und zehn Jahre lang jährlich zehn Pfund Augsburger Heller. Bis in das 15. Jahrhundert war die Kirche Grablege für die Herren von Mindelheim. Um 1460 nahm der Orden die Augustinusregel an. In der Mitte des 15. Jahrhunderts fanden größere Bauarbeiten an Kirche und Kloster statt. Für den Bau des Chores mit Gewölbe verkaufte man ein Jauchert Ackerland. Der Chor, größer, eleganter und fester als das einstige Langhaus, soll von Konrad Murer stammen. Zu dieser Zeit befanden sich elf Altäre in der Kirche. Wegen der Weihe von Altären kam 1482 der Augsburger Weihbischof Ulrich nach Mindelheim. Von der spätgotischen Ausstattung ist nur eine geschnitzte Chorstuhlwange im Heimatmuseum Mindelheim fragmentarisch erhalten geblieben. Die Gebeine von vier Herren von Mindelheim wurden 1515 am Choreingang gehoben. Was mit ihnen geschah, ist nicht überliefert. Kaiser Maximilian I. stiftete der Kirche im selben Jahr eine zwei Ellen hohe Silberstatue des heiligen Georg, die jedoch 1622 eingeschmolzen wurde.

### Klosterauflösung und Besitznahme durch die Jesuiten
Nach der Historia Collegii, der Geschichte des Kollegs, soll Martin Luther 1518 das Kloster besucht und in einer Kapelle der Kirche, die bis ins frühe 17. Jahrhundert nach ihm benannt wurde, gepredigt haben. Im Jahre 1522 begannen die Mönche zum Luthertum überzutreten und das Kloster zu verlassen. Mit dem Ende des Klosters 1526 verlor die Kirche den Status einer Klosterkirche. Bereits 1589 plante der Herrschaftsinhaber Christoph Fugger in den leer stehenden Gebäuden Jesuiten anzusiedeln. Am 30. Juni 1618 übergab ihnen Herzog Maximilian I. von Bayern das ehemalige Augustinerkloster. Durch den langen Leerstand waren die Gebäude baufällig geworden. Am 29. April 1625 besichtigte eine Kommission aus München die Anlage und stellte vor allem für das Langhaus der Kirche dringenden Handlungsbedarf fest. Die kurfürstliche Hofkammer von Bayern übernahm den Großteil der Kosten für die Baumaßnahmen an Kirche und Kolleg, die der Jesuitenbruder Johannes Holl leitete. Am 3. Juli 1625 entfernte man mit der Inneneinrichtung der alten Kirche sieben Altäre, Grabsteine und Bänke. Sechs Tage später begann der Abbruch des Langhauses. Die westliche Wand der Kirche, die an die Stadtmauer stieß, wurde mitsamt dem Stadtmauerteil abgebrochen. Die Südwand blieb vorerst stehen. Stadtpfleger Sebastian von Sauerzapf, Stadtpfarrer Sebald Wachfelder und Bürgermeister Hans Knaus legten am 24. August 1625 die Grundsteine für das um zehn Fuß längere Langhaus.

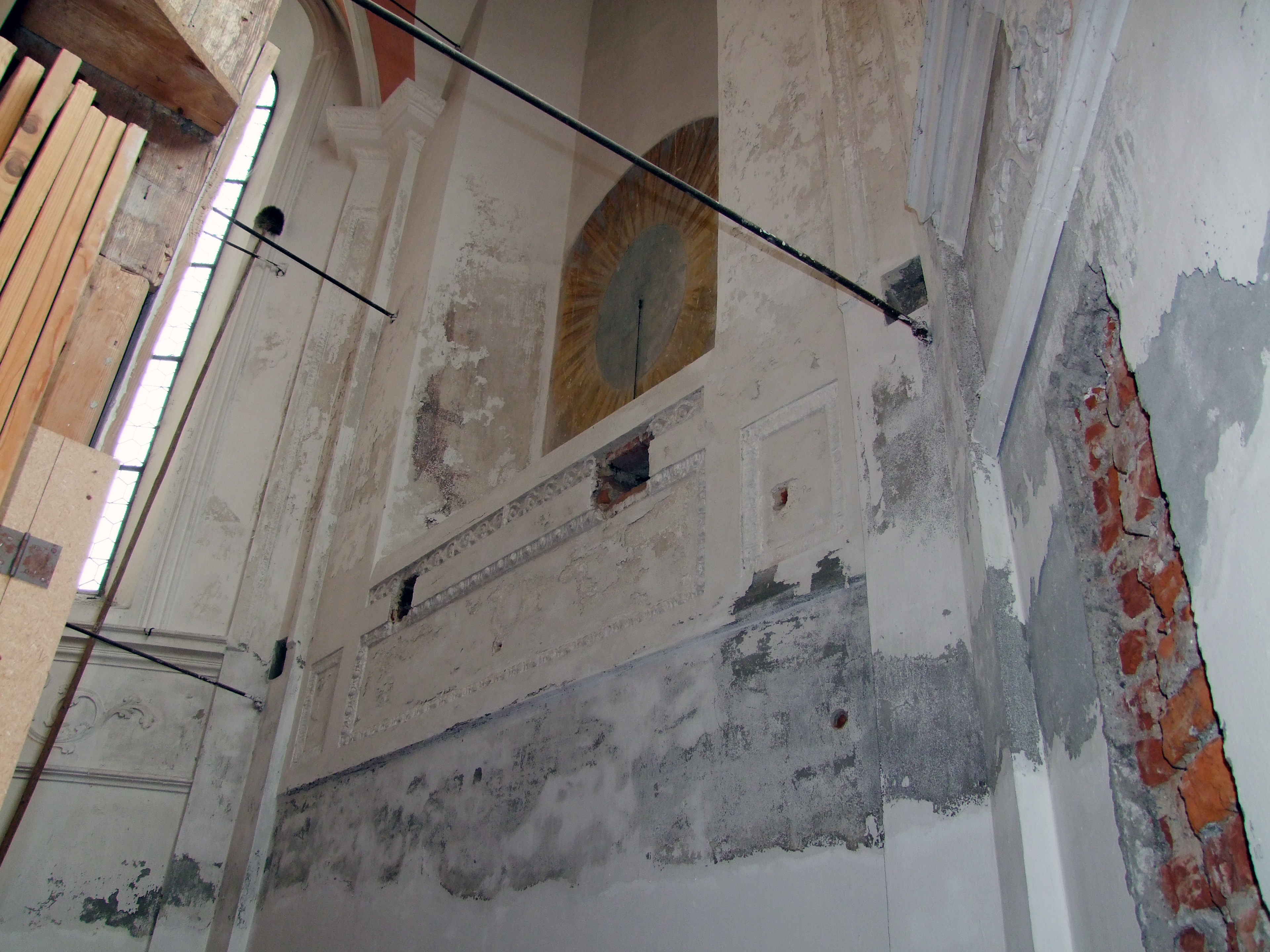
Reste des Stucks und der Bemalung aus dem 17. Jahrhundert mit Wasserschaden aus dem 20./21. Jahrhundert

Bis zum Ende des Jahres gelang es, West- und Nordwand des Langhauses fertigzustellen. Die sechs Fenster des Chores vergrößerte man und stuckierte Gewölbe und Wände. Im nächsten Jahr wurde die Südwand ebenfalls abgebrochen und neu aufgebaut. Die Aufrichtung des Langhausdachstuhls war im Juli 1626 abgeschlossen. Als Altäre beschaffte man lediglich drei Provisorien. Weihbischof Georg Rösch von Eichstätt weihte am 10. Oktober 1626 die beiden Nebenaltäre. Bereits am nächsten Tag erfolgte die Weihe der Kirche und des Hochaltars durch den Augsburger Bischof Heinrich V. von Knöringen mit Assistenz des Weihbischofs Rösch und des Fürstabtes des Stiftes Kempten. Während des Dreißigjährigen Krieges fanden am 17. September 1631 Bittandachten und Bußübungen statt. Diese sollten helfen, die Schweden, die auf Mindelheim marschierten, abzuhalten. Nach dem Dreißigjährigen Krieg wurden die provisorischen Altäre durch neue ersetzt. Im Jahre 1649 stellte man einen über 40 Fuß hohen Hauptaltar eines unbekannten Meisters auf, den wahrscheinlich Jakob Staiger aus Ottobeuren 1659 fasste und mit einem Altarblatt versah. Ein Jahr später stiftete der Kemptener Fürstabt einen Schutzengelaltar. Die 1634 gegründete Josefsbruderschaft ließ 1661 den Josefsaltar errichten, für dessen Fassung der Stadtmagistrat die Mittel bereitstellte. Der Augsburger Weihbischof Kaspar Zeiler weihte die Altäre am 29. Juni 1661 neu. Keiner dieser drei Altäre ist erhalten. Nur das Altarblatt des Josefsaltars, von Christoph Storer gemalt, hat die Zeiten überdauert und schmückt den heutigen Seitenaltar. Stadtpfarrer Johann Sutor schenkte der Kirche 1661 eine Kanzel. Im Jahr 1663 stellte man eine neue Orgel eines Orgelbauers aus Halle auf und errichtete ein Kenotaph hinter dem Hochaltar. Zwei Beichtstühle in Kanzelnähe kamen 1669 hinzu.
Der von Herzog Maximilian Philipp von Bayern und seiner Gemahlin Mauritia Febronia gestiftete Anbau der Franz-Xaver-Kapelle an der südlichen Chorwand stammt aus den Jahren 1690 bis 1694. Der Augsburger Fürstbischof Alexander Sigismund Pfalzgraf von Neuburg weihte am Xaveritag, dem 3. Dezember 1704, die Kapelle. Die Portale beiderseits des Chors stammen aus dem Jahr 1690, ein gestiftetes Antependium und zwei Silberbüsten für den Hochaltar aus dem Jahr 1694. Auf dem Dach des Chores installierte man 1706 einen Glockenstuhl.

### Umbau 1721/22 bis heute

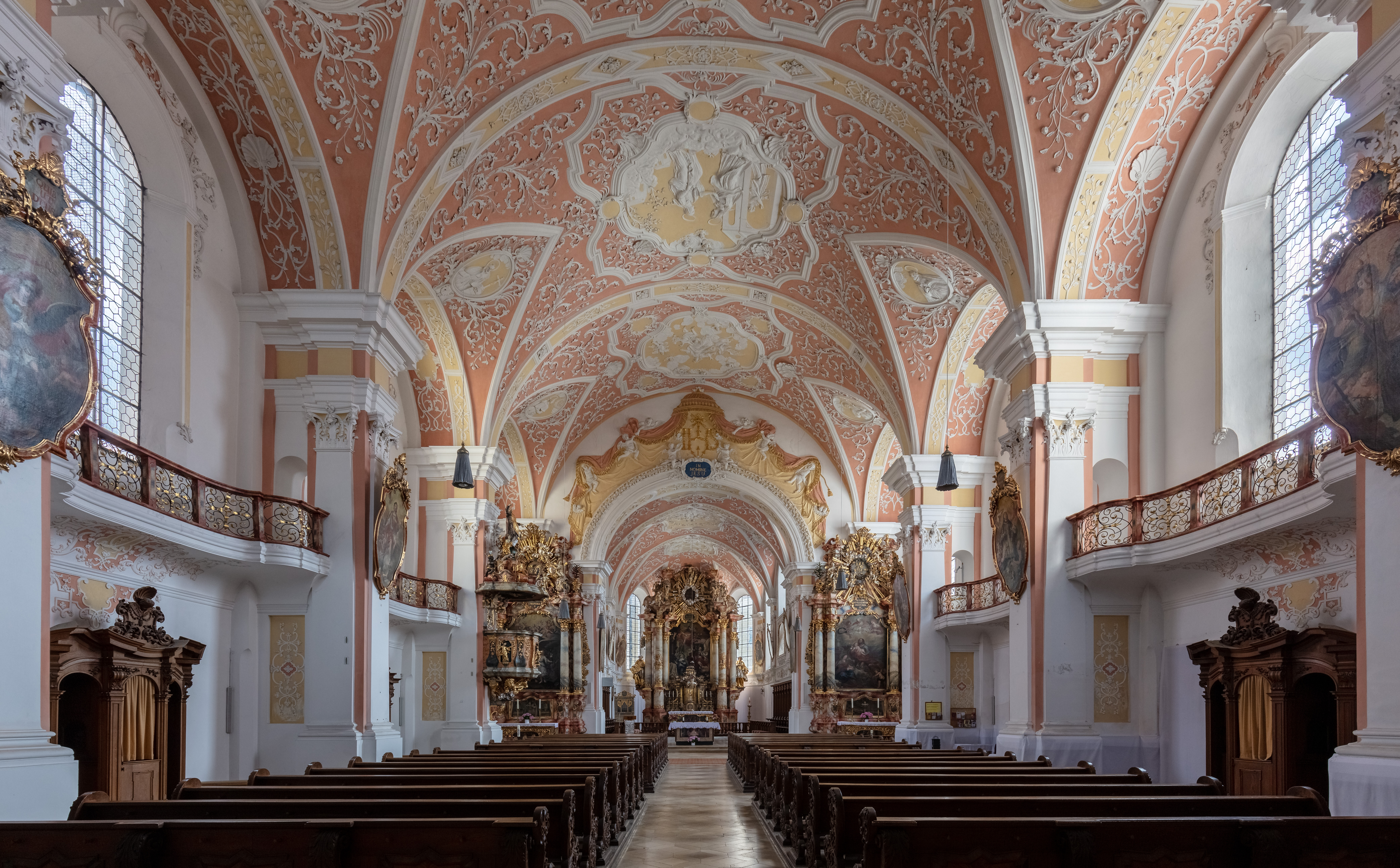
Blick in den Chorraum

Der Jesuitenpater, Baumeister und Architekt Joseph Guldimann S. J., der von 1720 bis 1722 im Mindelheimer Kolleg wohnte, ließ 1721/22 die Kirche grundlegend umbauen. Zuerst sorgte er für die Entfernung schadhafter Bauteile wie Dach, Langhausdecke und Empore samt Wendeltreppe. Das Langhaus erhielt um etwa 2,5 Meter höhere Seitenwände; Wandpfeiler wurden neu eingezogen, die Fenster erhöht und an der Westseite neue Fenster eingelassen. Nach Errichtung der Vorhalle und der Treppentürme im Westen erhielt das Langhaus 1722 ein gemauertes Gewölbe mit Stuckdekor und ein neues Dach. An der Westseite zog man zwei neue Galerien ein, die bis 1723 Geländer erhielten. Es folgte der Einbau einer neuen Kanzel und der Orgel. Den Fußboden belegte man mit Solnhofer Platten. Im Jahre 1726 wurden zehn Beichtstühle gefertigt und aufgestellt, ein Jahr später der Stuck bemalt und Kanzel, Orgel und Emporengitter gefasst. Der 1728 beschaffte Hochaltartabernakel ist nicht mehr vorhanden, denn von 1734 bis 1737 entfernte man die Altäre aus dem 17. Jahrhundert und baute neue auf. Die 1736 zum Preis von 150 Gulden bemalten Pfeiler und Wände wurden 1768 von italienischen Malern mit einer neuen Farbgebung versehen und bei späteren Restaurierungen wiederholt übermalt. Bei der Umgestaltung der Franz-Xaver-Kapelle 1743 schuf Matthias Willerotter Stuck und Altar. Nach der Aufhebung des Jesuitenkollegs 1773 nahm der bayerische Staat Kirche und Kolleg in Besitz. Um das ehemalige Jesuitenkolleg und damit auch um die Kirche bewarben sich 1776 die Karmeliter und ein Jahr später die Dominikaner beim Kurfürsten, beide jedoch vergeblich. Die Kirche diente bis 1781 als Filialkirche der Stadtpfarrkirche St. Stephan. Dann übernahm der Malteserorden die Kirche, gab sie aber 1808 an die Stadtpfarrei zurück. Am 25. und 26. April 1849 fanden in der Kirche die Wahlen für die sechs Wahlmänner zur Frankfurter Nationalversammlung statt. Bei einer umfassenden Restaurierung 1904 bis 1907 schmückte Jakob Brandl die Chorraumdecke mit Stuckreliefs. Wegen der Verwendung eines wasserziehenden Putzes für die Wände bei einer weiteren Restaurierung in den 1970er-Jahren ist der Innenraum in einem schlechten Zustand. Die vorgesehene Instandsetzung musste auf unbestimmte Zeit verschoben werden, da das Bistum keine Fördergelder zur Verfügung stellen kann.

## Baubeschreibung

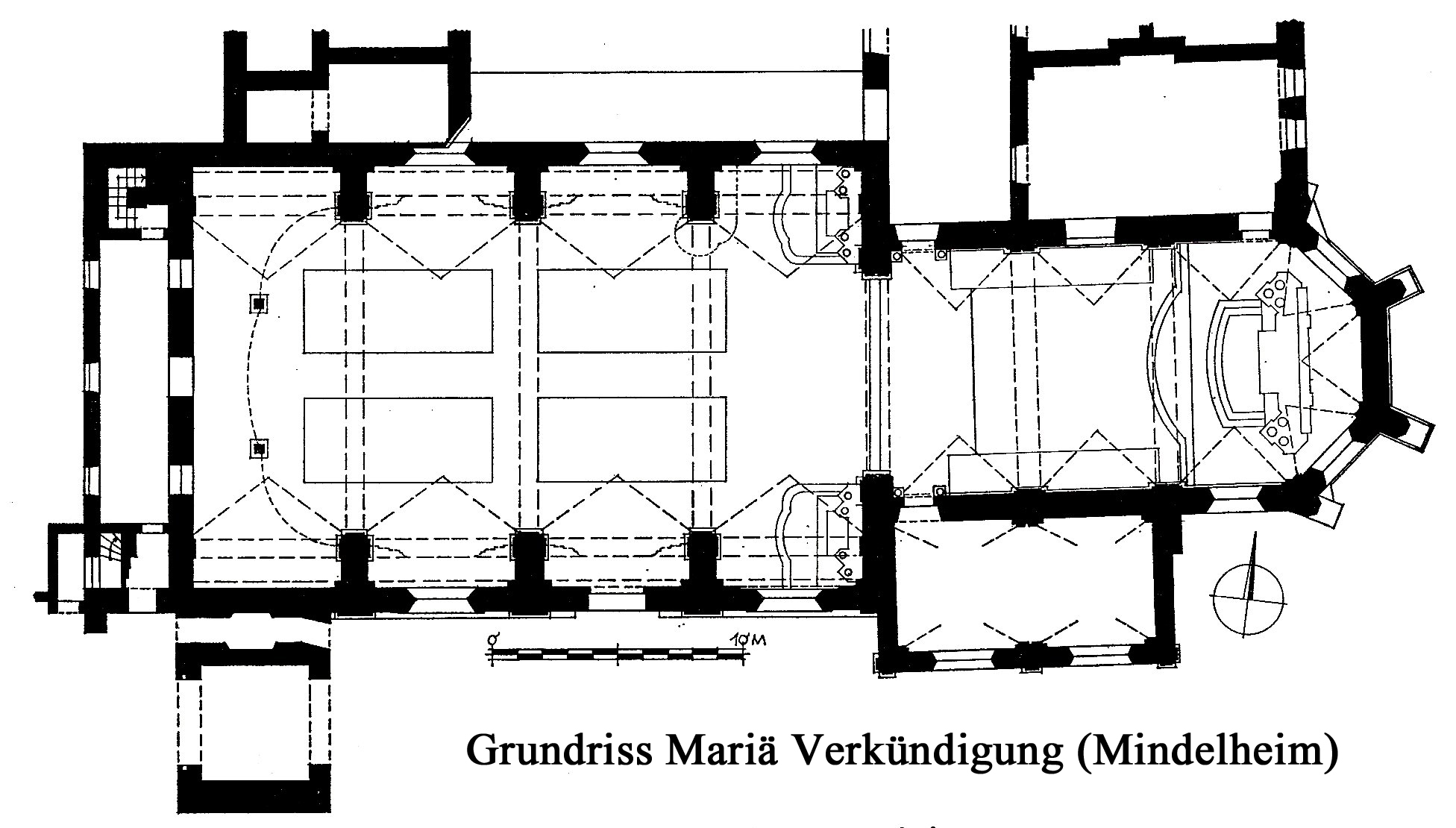
Grundriss, unten links das Schnäbelinstor

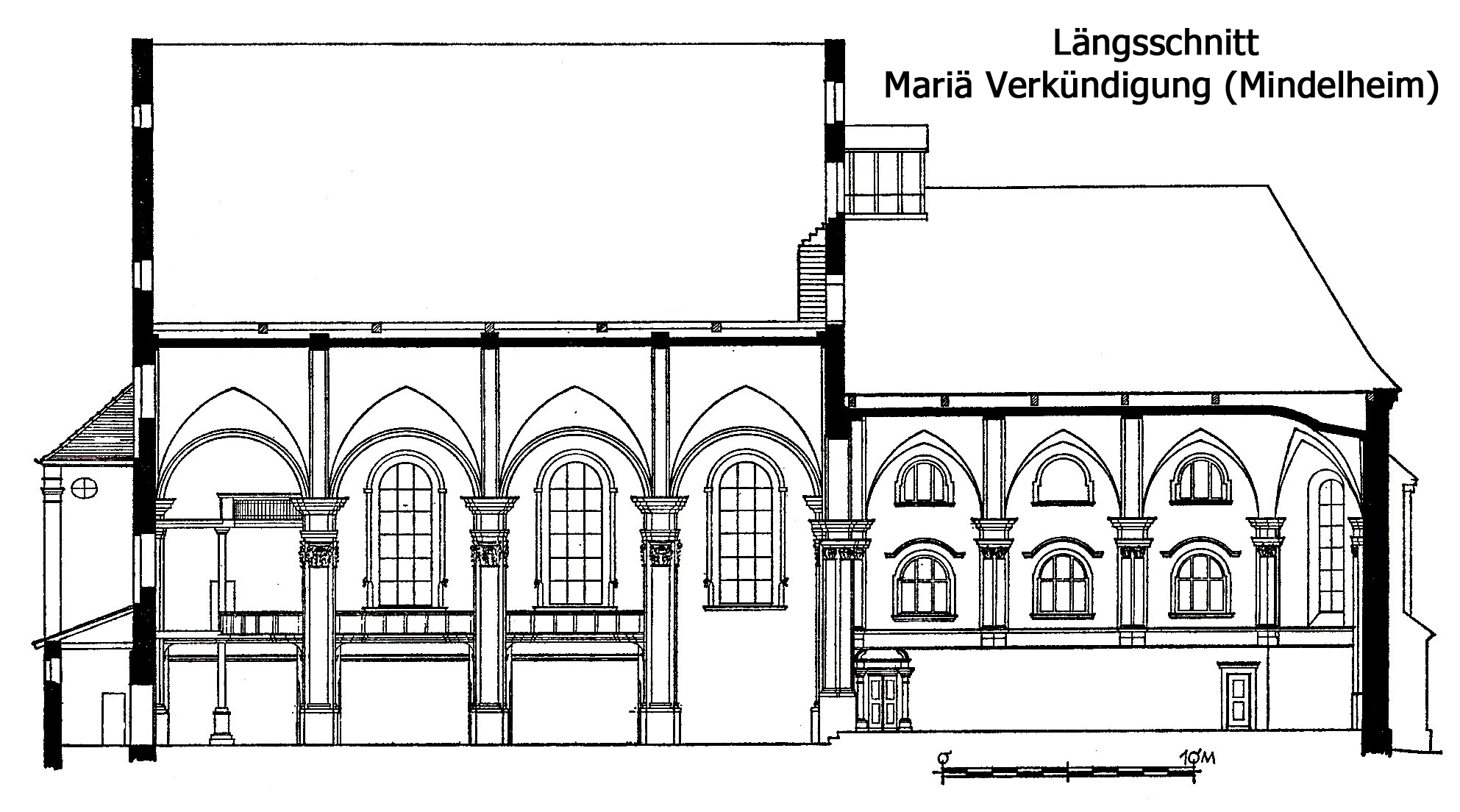
Längsschnitt der Kirche

Die geostete, turmlose, einschiffige Kirche besitzt ein Langhaus mit einem eingezogenen, vorgesetzten Chor. An der Südseite befindet sich in Höhe der ersten beiden Chorjoche die Franz-Xaver-Kapelle, nördlich des Chores ein Anbau mit einem Durchgangsraum, von dem östlich die Sakristei und westlich der Kanzel- und Emporenaufgang zu erreichen ist. Hinter diesem Durchgangsraum befindet sich der Treppenaufgang zum Oratorium, zur Ignatiuskapelle und zu der zum Kloster gehörenden und über der Ignatiuskapelle liegenden Bibliothek.

### Äußeres
Der Chor besitzt drei Joche und einen Fünfachtelschluss. Sein Scheitelfenster ist zugemauert. Die helle Rahmung um die Fenster mit Segment- und Dreiecksgiebeln im Wechsel stammt aus dem Jahr 1625. Am First des Chordaches ist ein neuer eiserner, mit Holz verkleideter Glockenstuhl als Dachreiter aufgesetzt. Die Westseite des Dachreiters stößt an die Ostwand des Langhauses, die das Chordach überragt. Bis etwa zwei Meter unter der Traufe verlaufen Strebepfeiler mit zwei Wasserschlägen. Das Oberteil der Wasserschläge hat abgeschrägte Ecken und geht unter der Pultabdeckung wieder ins Rechteck über. Darüber befinden sich bis zur Traufe barocke Lisenen mit gemaltem Architravband und ein Gesims.
Das Langhaus ist ein verputzter langgestreckter Saalbau. Das Kolleg ist an seine Nordseite angebaut und hat dieselbe Traufhöhe wie die Kirche. Der schräge Strebepfeiler des Chorschlusses ist in diese Konstruktion mit einbezogen. Der verbaute Pfeiler tritt in der Sakristei als Strebepfeiler hervor. Die niedrige einstöckige Franz-Xaver-Kapelle ist südlich an den Chor angebaut. Die südliche Langhauswand ist in den östlichen drei Achsen durch toskanische Pilaster und ein dreiteiliges verkröpftes Gebälk gegliedert. Rechteckblenden befinden sich in den äußeren Achsen unterhalb der Fenster. Die mittleren Rechteckblenden sind höher und reichen bis an das Fenstersohlgesims heran. Darin befindet sich die Rechtecktüre mit in Freskotechnik gemalter Verdachung aus dem zweiten Viertel des 18. Jahrhunderts. Im Scheitel halten Putten ein Jesusmonogramm. Seitlich schließen sich Füllhörner mit herabhängenden Blumengehängen an. Die Fenster sind von Putzrahmen umgeben. Die Mittelachse schließt ein flacher Dreiecksgiebel ab, die Seitenachsen haben Segmentgiebel. Der Turm des Unteren Tores stößt an die Langhaus-Südseite.
Außen ist die Sakristei ein schlichter Rechteckbau mit Satteldach und überbrückt die Mindel. An diesem liegt der Klostereingang an der Ostseite dieses Gebäudes; er ist mit Pilastern und einem rundbogigen Aufsatz verschönert. Über den Fenstern befinden sich abwechselnd angeordnete stuckierte Segment- und Dreiecksgiebel. Das Dach ist ein. Auf dem westlichen Ende des im Osten gerundeten Satteldaches sitzt ein spitzgiebeliger Satteldachreiter mit drei Glocken.

### Inneres
Der Chorraum ist 9,6 Meter breit und 20 Meter lang. Das gotische Stichkappengewölbe ist neobarock dekoriert, die Rippen wurden beseitigt. Die Teilung erfolgt über leicht spitzbogige Gurte, die Schildbögen sind parabelförmig. Die Wand ist durch eine breite, unterhalb der Fenster verlaufende Sockelzone gegliedert. Davor stehen flache Wandvorlagen und vor diesen auf Volutenkonsolen korinthische Pilasterpaare mit gemeinsamen dreiteiligen Gebälkstücken. Neben dem Chorbogen steht jeweils nur ein Pilaster. Die Chorschlussachsen haben hohe Rundbogenfenster, wobei das Fenster im Scheitel eine Nische bildet. Auf der Nordseite befinden sich im ersten Stock drei rundbogige Fenster, die zur Ignatiuskapelle gehören. Darüber sind drei weitere rundbogige Fenster zur Bibliothek hin angeordnet, von denen das mittlere ein Blindfenster ist. Die drei Fenster der Südseite beginnen über dem Dach der angebauten Franz-Xaver-Kapelle und sind ebenfalls rundbogig. Alle Fenster haben klare Sechseckgläser. Unterhalb der Südfenster sind mit Stuckrahmen verzierte Ölbilder in die Wand eingelassen. Direkt am Chorbogen befinden sich reich verzierte Stuckportale zur Franz-Xaver-Kapelle und zum Durchgangsraum, der zur Sakristei und zu der über ihr liegenden Ignatiuskapelle führt. Der Chorbogen ist einspringend und halbrund geschlossen. An der Laibung befinden sich Pilasterpaare; in Kämpferhöhe ist verkröpftes Gebälk angebracht.

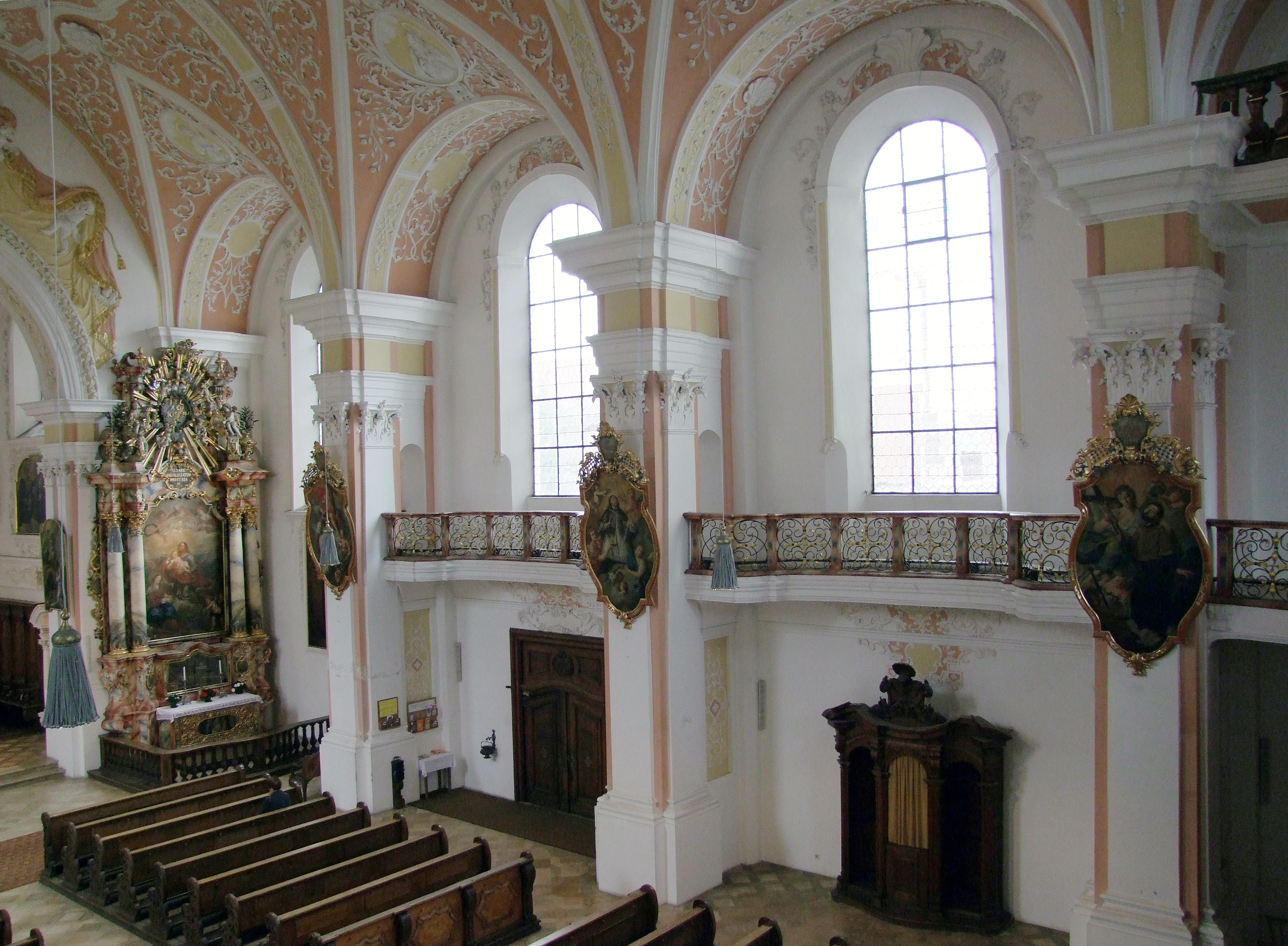
Das südliche Langhaus

Das Langhaus der Kirche ist etwa 27 Meter lang, 16,6 Meter breit und 15 Meter hoch. Das Tonnengewölbe auf zwölf Meter Höhe liegt etwas höher als das im Chor. Im Westen ist eine doppelstöckige Empore eingebaut. Im Langhaus erstreckt sich auf etwa halber Raumhöhe bis zu den Seitenkapellen eine Galerie. Der Saal ist in vier Joche gegliedert und hat ein durch Gurte unterteiltes Stichkappentonnengewölbe. Die Seitenkapellen mit 2,3 Meter Durchmesser am östlichen Ende des Langhauses sind mit schmalen Quertonnen überwölbt. Die Enden der Wandpfeiler schmücken auf drei Seiten stark verjüngte korinthische Pilaster. Darüber ist ein dreiteiliges, verkröpftes Gebälk angebracht. An der Ostwand befinden sich an den Seiten des Chorbogens Gesimsstücke am Gewölbeansatz. Die Pfeiler sind über der Galerie in dem schmalen Abschnitt zwischen Pilaster und Außenwand von rundbogigen Durchgängen durchbrochen. Reich geschweift führt die Galerie im ersten Stock über die drei westlichen Joche. Dadurch, dass im östlichen Joch die Galerie fehlt, haben die Seitenkapellen einen kreuzartigen Grundriss. Auf Kehlen kragt in den mittleren beiden Jochen die Galerie vor, deren Geländer aus rot marmoriertem Holz und schmiedeeisernen Spiralgittern mit vergoldeten Blättern gefertigt ist. An der Westfassade dient eine zweite Galerie in Höhe des Pfeiler-Kranzgesimses als Orgelempore. Über der Galerie befinden sich in den drei östlichen Jochen große, in die Schildbögen reichende Rundbogenfenster. Die Eingangstüre liegt an der Südseite, im zweiten Joch von Osten. Das große Rechteckportal mit eingesetzter, nur bis zur Zweidrittelhöhe zu öffnender Tür ist der einzige direkte Zugang zur Kirche. Die beiden flach geschweiften Flügel sind gefeldert mit balusterförmiger Schlagleiste und Beschlägen. Das Portal wurde bis zum Sturz in neobarocker Form erneuert.
An der Westseite befindet sich unter der Galerie eine rechteckige Mitteltüre zur einstöckigen Vorhalle, die, mit einem Flachdach versehen, an die Fassade angebaut ist. Sie besitzt an der Westwand drei Querovalfenster, an den Schmalseiten befinden sich Eingänge zu den die Vorhalle flankierenden Emporenaufgängen.
Der im Westen des Langhauses im Erdgeschoss vorgelagerte Durchgang führt zu den beiden Emporen.

## Ausstattung
Die Ausstattungsgegenstände der Kirche stammen vorwiegend aus dem 18. Jahrhundert. Die Decken sind nicht freskiert, sondern mit figürlichen Stuckreliefs versehen, wobei die im Chorraum erst zu Beginn des 20. Jahrhunderts geschaffen wurden. Lediglich ein kleiner Rest der ehemaligen Bemalung und des Stucks aus dem 17. oder 18. Jahrhundert hat sich hinter dem Hochaltar in einem Blindfenster erhalten. Es ist dort eine ovale Strahlenglorie auf blauem Grund zu sehen. Der Fußboden der Kirche ist mit Solnhofer Platten in Rosenspitzmuster aus dem Jahr 1723 belegt.

### Stuckreliefs
Alle figürlichen Stuckreliefs in den Scheiteln der Gewölbejoche zeigen marianische Motive. Sie sind für den Blick vom Hochaltar konzipiert.

#### Chorraum

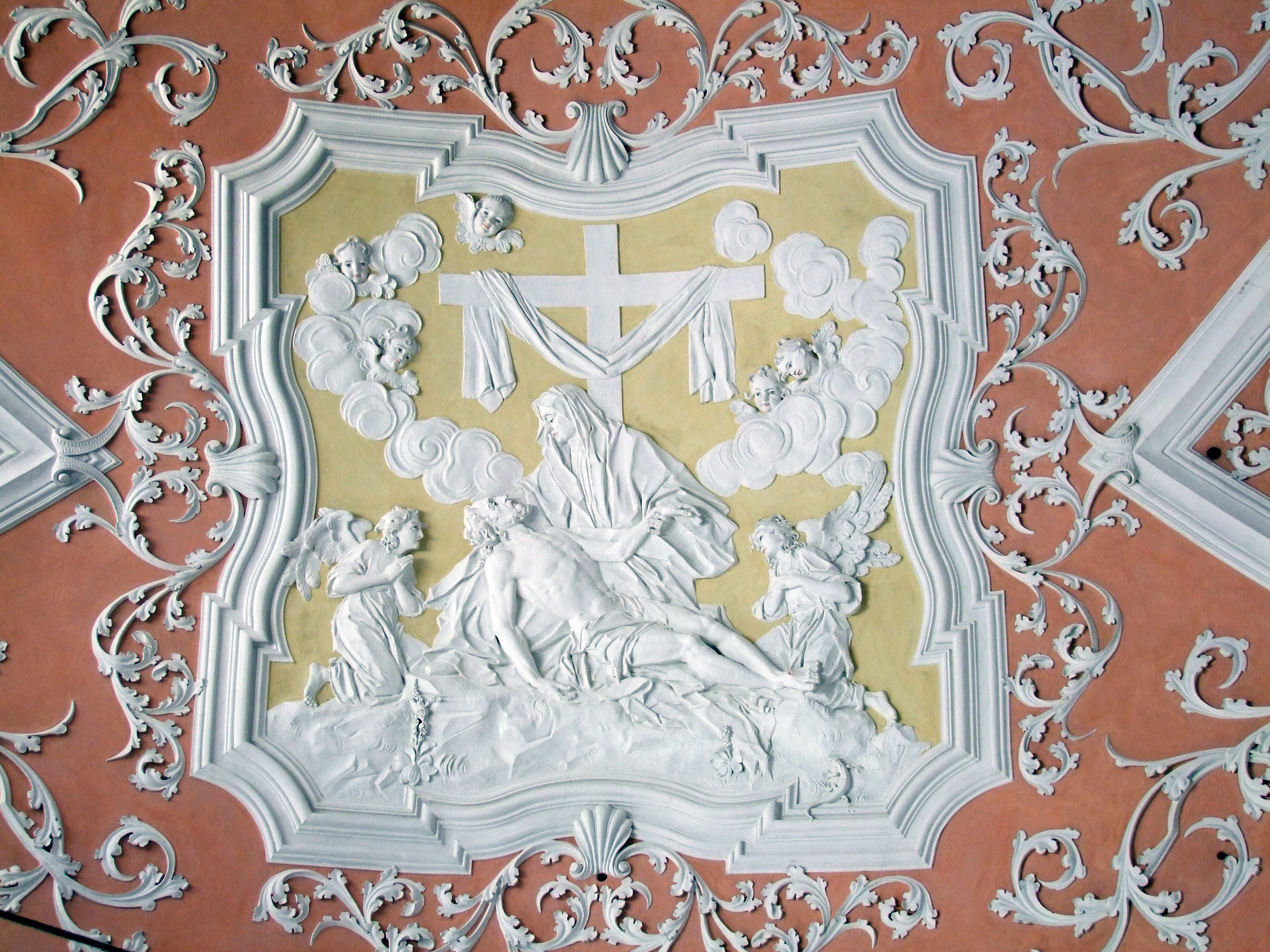
Das östliche Stuckrelief

Die neobarocken Stuckreliefs an der Decke des Chorraums fertigte 1907 Jakob Bradl aus München. In den Scheiteln der drei Joche befinden sich quadratische Felder mit gebrochenen, geschweiften Rahmen. Das östliche Deckenrelief zeigt die Beweinung Jesu durch seine Mutter unter dem leeren Kreuz, das mittlere Maria als Rosenkranzkönigin. Das westliche Joch stellt die Krönung Mariens dar. Die Scheitelreliefs sind von jeweils zwei ovalen Medaillons in den Stichkappen flankiert. Während die beiden Medaillons im mittleren Joch das heiligste Herz Jesu und das unbefleckte Herz Mariens zeigen, sind in den übrigen Jochen Kirchenväter mit ihren Attributen dargestellt, an der Nordseite der heilige Hieronymus mit dem Löwen und Augustinus mit einem flammenden Herzen, im Süden der hl. Gregor der Große mit Tiara und Taube und der hl. Ambrosius mit einem Bienenkorb.

#### Langhaus
Die Stuckreliefs an der Langhausdecke aus dem Jahre 1722 stammen vielleicht von Michael Stiller aus Ettringen. Die vier Hauptreliefs im Gewölbescheitel befinden sich in vierpassförmig geschweiften Feldern. Wie im Chor wird auch dort in jedem Joch das Hauptrelief von zwei ovalen Medaillons mit Halbfiguren von Heiligen in den Stichkappen begleitet. Die Motive sind chronologisch von Westen nach Osten hin angeordnet. Den Anfang macht eine Darstellung der Maria Immaculata. Es folgt Marias Vermählung mit Josef. Im dritten Joch wird die Heimsuchung Mariens dargestellt, die Aufnahme Mariens in den Himmel wird im letzten Langhausjoch thematisiert. Die Medaillons im westlichen Joch über der Orgelempore sind der Musik gewidmet und zeigen nördlich König David an der Harfe und auf der gegenüberliegenden Seite die orgelspielende heilige Cäcilia. In den folgenden Medaillons nach Osten sind Heilige des Jesuitenordens abgebildet, auf der Nordseite die hll. Aloysius, vermutlich Franz Borgia und Ignatius von Loyola, im Süden die hll. Franz Xaver, ein Jesuit mit brennendem Herzen und Stanislaus Kostka.

### Altäre
In der Kirche befinden sich drei Altäre: der Hochaltar am östlichen Ende des Chorraumes und zwei Seitenaltäre zu beiden Seiten des Chorbogens. Der nördliche Altar ist ein Schutzengelaltar, der südliche dem heiligen Josef geweiht.

#### Hochaltar

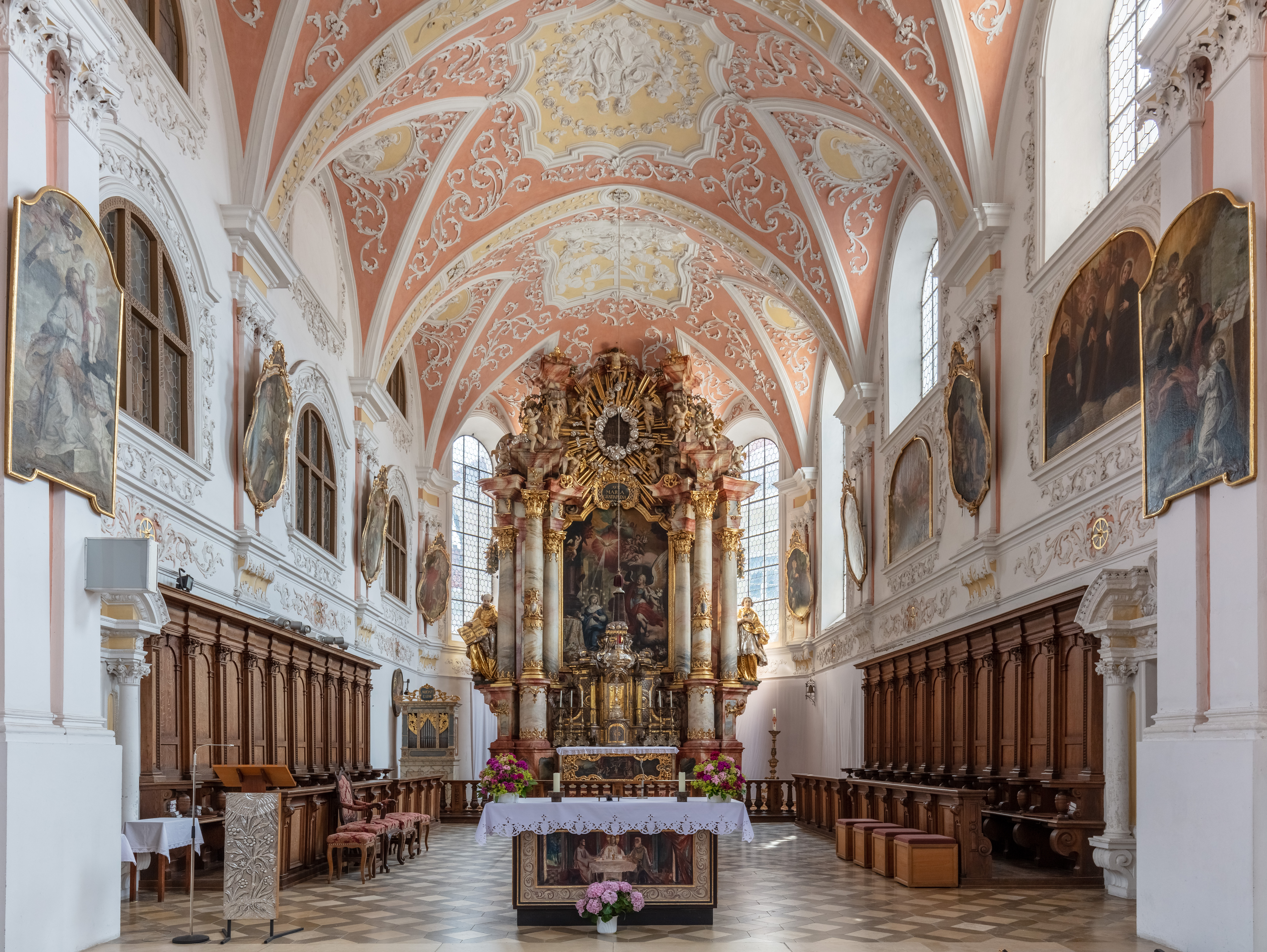
Der Hochaltar im Chorraum

Der 1737 geschaffene Hochaltar nimmt die gesamte Ostseite des Chorraums ein. Die Zuordnung zu einem Meister ist archivalisch nicht gesichert. Die Literatur nennt meist einen aus der Türkheimer Künstlerfamilie Bergmüller. Das Holz ist in olivgrünen bis roten Tönen marmoriert, das Dekor meist vergoldet. Der Stipes ist blockförmig, das Antependium besitzt eine mit einer vergoldeten Akanthusrahmenschitzerei verzierte Holzmalerei. Die Vorderseite zeigt Christus in der Kelter. Er steht in der Mitte des Bildes in einer Weinpresse. Auf seinem Rücken trägt er in gebückter Haltung ein Kreuz. Von hinten stechen Soldaten in seine Seite und das hervorströmende Blut wird von Engeln aufgefangen. Links und rechts geht die Szene in eine Landschaftsmalerei über, die links die Weinlese und rechts den Höllenrachen zeigt. Die nicht sichtbare Rückseite des Antependiums ist mit der Geißelung Christi bemalt. Links von Christus sitzen Maria und Johannes Evangelist, rechts ist eine Ecce-Homo-Szene abgebildet. Dieses Bild ist allerdings nicht einsehbar.
Den mächtigen Tabernakelaufbau auf dem Altartisch aus Messing mit versilbertem Dekor schuf 1787 der Mindelheimer Gürtler Plazidus Sauter für die Mindelheimer Hauptkirche St. Stephan. Der Entwurf befindet sich im Staatsarchiv Augsburg. Bei der Sanierung und dem Umbau von St. Stephan im Jahre 1865 wurde der Tabernakel in die Filialkirche überführt. Der Aufbau ist zylindrisch. In einer Nische ist ein Kruzifix von ionischen Säulen und konkaven Seitenachsen flankiert. Die Seitenachsen begrenzen Voluten und kniende Engel. Die Gebälkzone ist verkröpft und mit Girlanden behängt. Im Fries befinden sich Triglyphen. An der Volutenspitze hängen ebenfalls Girlanden. Die Inschrift auf einem Schild an der beginnenden Spitze lautet: ECCE AGNUS DEI („Seht das Lamm Gottes“). Das Lamm Gottes auf dem Buch mit sieben Siegeln schließt die Spitze der Volute ab.

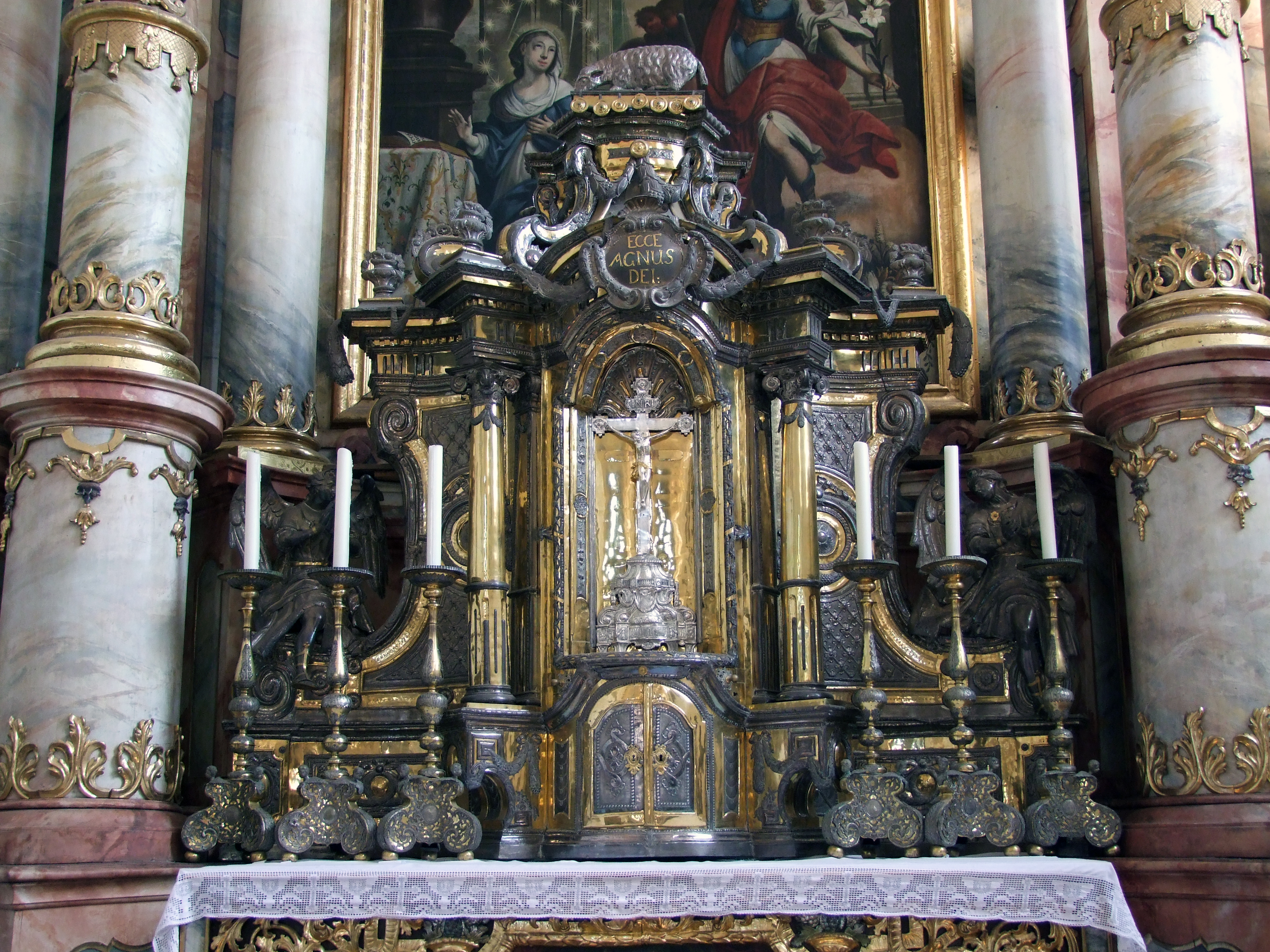
Der Tabernakel des Hochaltares

Das große, geschweift abschließende Altarbild zeigt die Verkündigung des Herrn. Es wurde 1736 von Franz Anton Germiller aus Mindelheim gemalt und zeigt unten links die Jungfrau Maria kniend vor einem offenen Buch auf einem Betstuhl. Ihre rechte Hand zeigt auf das Wort Ecce. Ihr von zwölf Sternen umkränzter Kopf ist nach links gewendet. Ihr Blick geht nach oben zum Erzengel Gabriel mit geweiteten Flügeln, der in seiner linken Hand eine Lilie hält, die rechte ist wie zum Schwur erhoben. Der obere Teil des Bildes ist mit Gottvater und dem Heiligen Geist als Taube, die einen Lichtstrahl auf Maria sendet, ausgefüllt. Eine mit Blumen und Früchten geschmückte Schrifttafel über dem Bild trägt den Schriftzug AVE MARIA GRATIA PLENA („Gegrüßest seist du Maria, voll der Gnade“). Beiderseits des Bildes sind vorgestaffelte Pfeiler und davor je drei, innen schräg einwärts und außen schräg auswärts gestellte korinthische Säulen angeordnet. Durch Pfeilerflächen und das gemeinsame verkröpfte Gebälksims sind sie miteinander verbunden. Die mittleren Säulen sind höher als die äußeren. Sie stehen auf vorgelagerten zylindrischen Sockeln, die mit Dekor am Schaft und frontalen Gebälkstücken dekoriert sind. Sie überragen die Nebensäulen und sind an der Vorderseite eingerollt. Neben den Säulen befinden sich Konsolen mit neobarocken Figuren des Künstlers H. Kosenbach aus München. Die linke Figur stellt den heiligen Ignatius dar, die rechte den heiligen Franz Xaver. Den Altarauszug flankieren schräg einwärts gerichtete Voluten mit vorne eingerollten Gebälkstücken. In der Mitte befindet sich eine Inschriftenkartusche in einer Wolken- und Strahlenglorie. Auf ihr ist ALTARE PRIVILEGIATUM zu lesen. Von den elf Putten auf dem Auszug halten sieben eine Blumengirlande auf der Bekrönung.

#### Seitenaltäre

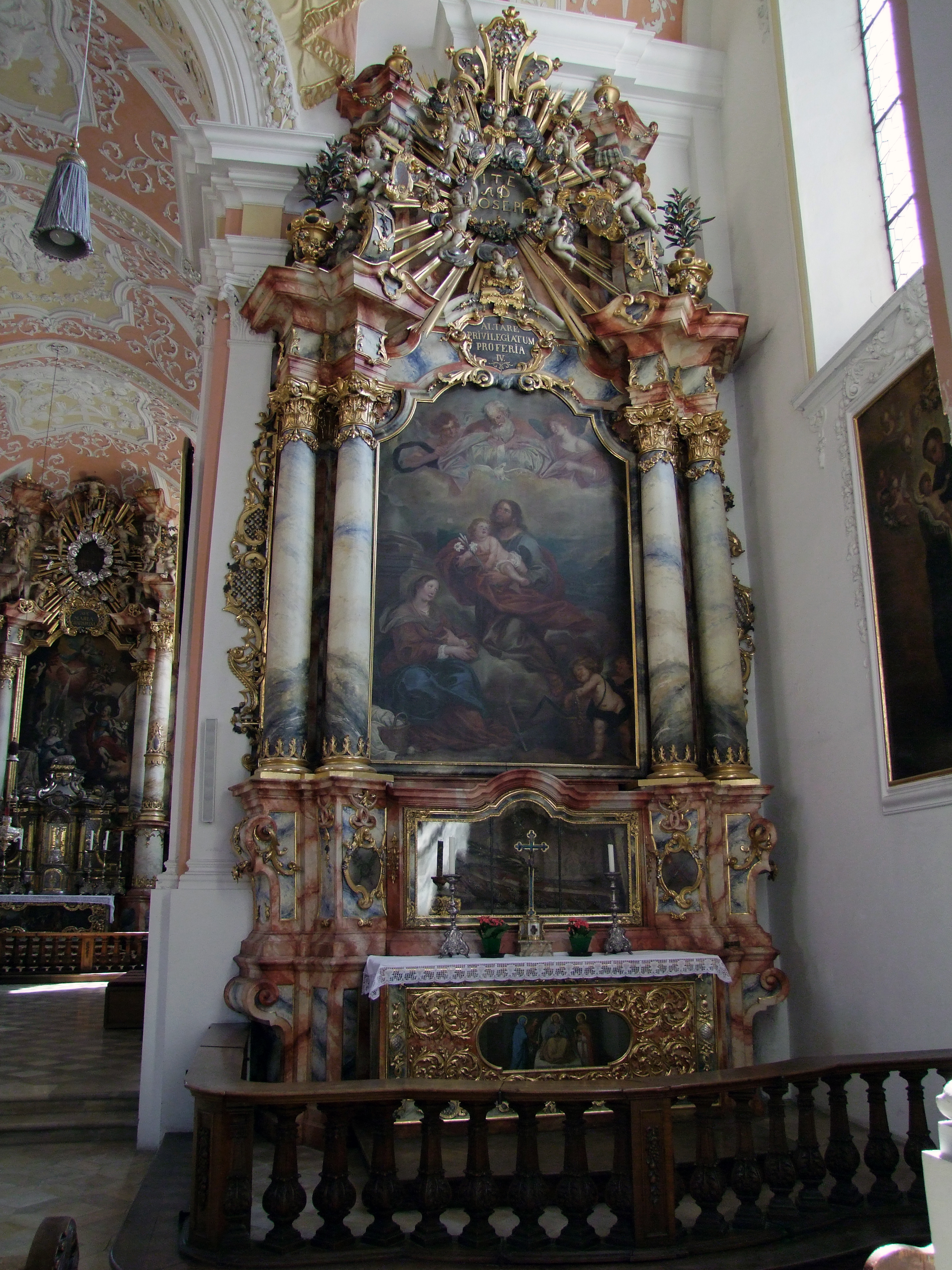
Der südliche Seitenaltar

Höchstwahrscheinlich schuf der Meister des Hochaltars 1734/35 auch die beiden fast baugleichen Seitenaltäre. Diese Annahme beruht auf einer vergleichenden Betrachtung der Altäre, archivalische Hinweise gibt es dafür nicht. Sie stehen an den Seiten des Chorbogens an der Langhausostseite. Der Stipes ist jeweils blockförmig gestaltet. Als Antependium dient je ein von Akanthusschnitzerei umgebenes Gemälde aus dem späten 19. Jahrhundert. In der Predella befindet sich ein zwischen den Säulensockeln eingespannter breiter verglaster Schrein, davor ein versilbertes Altarkruzifix und an den flankierenden Säulen ein kleines Wappenschild. Über den Schreinen war bis zur Sanierung in den 70er Jahren je ein kleines Hochovalbild auf Leinwand zu sehen mit Aloisius von Gonzaga auf dem nördlichen und Stanislaus Kostka auf dem südlichen. Die großen Altarbilder sind geschweift. Links und rechts befinden sich jeweils zwei in schräger Achse zueinander gestellte Säulen. Die Altäre besitzen verkröpfte Gebälkstücke und außen frontal angesetztes Bandel- und Gitterwerk. Die Auszüge flankieren Putten mit von Inschriftenschildern besetzten Voluten. Über den äußeren Säulen stehen Blumenvasen. In der Mitte des Auszuges gruppiert sich eine große, prächtige Strahlenglorie mit Wolken und Engelsköpfen um eine zentrale Inschrift. Die Altäre sind durch hüfthohe Brüstungen vom übrigen Kirchenbereich abgegrenzt.

##### Schutzengelaltar
Der nördliche Altar ist ein Schutzengelaltar. Sein Antependium zeigt die Entschlafung Mariens. Die Gottesmutter liegt in aufrechter Position auf dem Bett, umgeben von zehn Aposteln. Der Reliquienschrein enthält eine in Brokat gekleidete Holzfigur der Muttergottes. Daneben befinden sich zwei in Klosterarbeit gefasste Schädelreliquien der Märtyrer Innocentius und Victor auf Messingsockeln. Die Wappenkartuschen an den Außensäulen enthalten links ein Gemälde mit der Verkündigung des Herrn und der Inschrift CONGREGATIONIS, rechts das Wappen von Mindelheim, eine Glocke und die Inschrift CIVICAE als Zeichen, dass es sich um den Altar der Bürgerkongregation handelt. Auf dem großen Altarbild, 1735 von Franz Anton Germiller gemalt, begleitet der Schutzengel ein kleines weiß gekleidetes Kind, das in seiner linken Hand eine Lilie hält. Der obere Teil ist mit Putten bemalt, von denen die beiden in der Mitte einen Blumenkranz tragen. Ganz oben befindet sich ein mit einem Nimbus umgebenes sehendes Dreieck; das Zeichen der Heiligen Dreifaltigkeit. Die Schrifttafel über dem Hochaltarbild trägt den Satz ALTARE PRIVILEGIATVM PROFERIA II. Die zentrale Inschrift des Auszuges lautet nach Psalm 90 : ANGELIS SVIS die links daneben CVSTODIANT TE und die rechts MANDAVIT („Er hat seinen Engeln befohlen, dich zu behüten auf all deinen Wegen.“)

##### Josefsaltar
Der südliche Seitenaltar ist dem heiligen Josef geweiht. Er zeigt auf dem Antependium den Tod Josefs. Neben dem liegenden Heiligen stehen links Maria mit einem Heiligenschein und ein Jüngling, rechts ein Priester mit Heiligenschein. Der Reliquienschrein enthält die in Klosterarbeit gefasste Reliquie des Märtyrers Vincentius. Die kleinen Wappenkartuschen zeigen links die Heiligenattribute Lorbeerkranz, Palme und Ölzweig, rechts Schwert und Fackel. Das große Altarbild, 1660 von Johann Christoph Storer aus Konstanz geschaffen, zeigt die Heilige Familie. Der hl. Josef im Vordergrund hält das Jesuskind im Arm, in der linken Hand trägt er eine Lilie. Maria sitzt links vor ihm. Im oberen Teil sieht Gottvater, flankiert von zwei Engeln, auf Josef herab. Unter ihm befindet sich eine Taube als Symbol des Heiligen Geistes, die Lichtstrahlen zu Josef sendet. Über dem Bild steht in der Inschriftenkartusche  ALTARE PRIVILEGIATUM PROFERIA IV. Der Auszug trägt in der Mitte die Inschrift ITE AD IOSEPH, links IN VITA und rechts IN MORTE („Kommt zu Josef, im Leben wie im Tode“).

### Kanzel

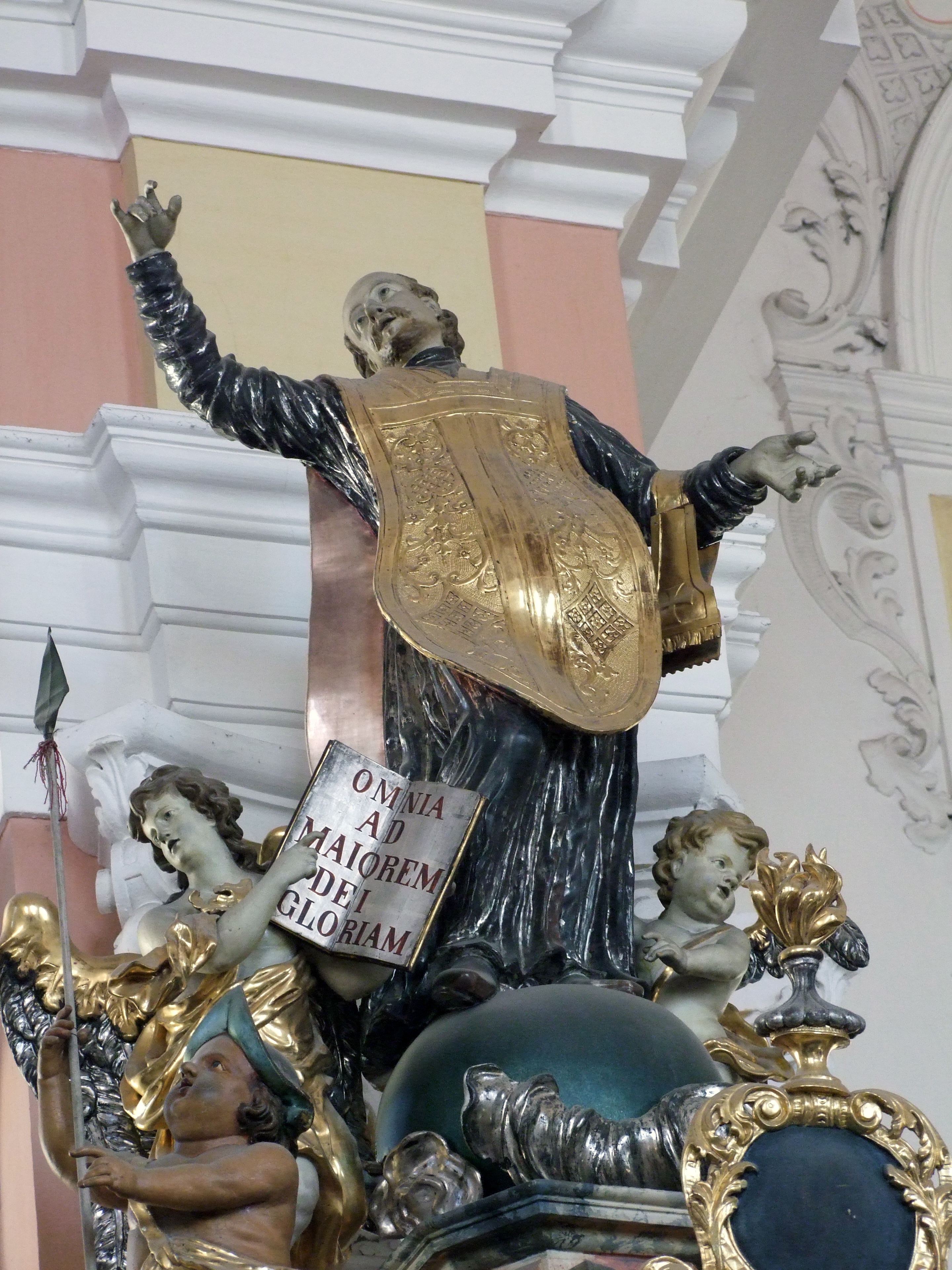
Ignatius auf der Kanzel

Die Kanzel am östlichen Pfeiler der Langhaus-Nordseite wurde 1722 aus Holz gefertigt und 1727 gefasst. Der großflächige Teil ist in Rot und Grün marmoriert. Das Dekor, vor allem das Bandelwerk, ist vergoldet und versilbert. Der zylindrische Corpus besitzt eine reich verkröpfte Brüstung. Die darunter liegende Schweifkonsole trägt die vier Evangelistensymbole. Im westlichen Teil der Konsole befindet sich ein geflügelter Mensch mit vergoldetem Gewand und versilberten und vergoldeten Flügeln, das Symbol des Evangelisten Matthäus. Daneben sind die vergoldeten Symbole der anderen Evangelisten, Löwe, Stier und Adler, zu sehen. Die Brüstung bildet an der Ostseite eine sich bis zum östlichen Pfeiler erstreckende balkonartige Außenwand. Sie ist durch kräftige Balusterpfeiler mit Blumengehängen gegliedert. Bei den Statuen in den Nischen nimmt man an, dass sie links den heiligen Franziskus, in der Mitte den Propheten Elija und rechts den hl. Johannes den Täufer darstellen. An der Rückwand der Kanzel befindet sich eine Kartusche in einem goldenen Rahmen. Auf dunklem Grund steht EXIVIT SONUS EORVM, aus Ps 19,5 , „Doch ihre Botschaft geht in die ganze Welt hinaus“.
Den Schalldeckel in Form eines verkröpften Gesimses, auf dem eine Volutenpyramide steht, stützen zwei Putten. Die Pyramide ist unten mit Putten besetzt, die die vier Erdteile symbolisieren und sich hauptsächlich durch ihre Kopfbedeckungen unterscheiden. Westlich ist Afrika durch einen schwarzen Putto mit Pfeilerköcher und Federkrone dargestellt. In der nach oben ausgestreckten linken Hand hält er eine Pfeilspitze. Neben ihm symbolisiert ein Putto mit Lanze und dem Helm der Konquistadoren auf dem Kopf Amerika. Es folgt ein Putto für Europa, der die zu ihm gehörende Herrscherkrone auf einem Schaukissen präsentiert. Der Putto für Asien ist mit einem Turban mit einem Halbmond bekleidet. In seiner rechten Hand hält er eine Lanze. Die Kanzelbekrönung bildet eine Statue des hl. Ignatius von Loyola auf einer Weltkugel. Er trägt eine vergoldete Kasel über einer versilberten Albe. Ein Engel zu seiner Rechten zeigt in einem aufgeschlagenen Buch auf den Wahlspruch der Jesuiten OMNIA AD MAIOREM DEI GLORIAM („Alles zur höheren Ehre Gottes“).

### Chorgestühl

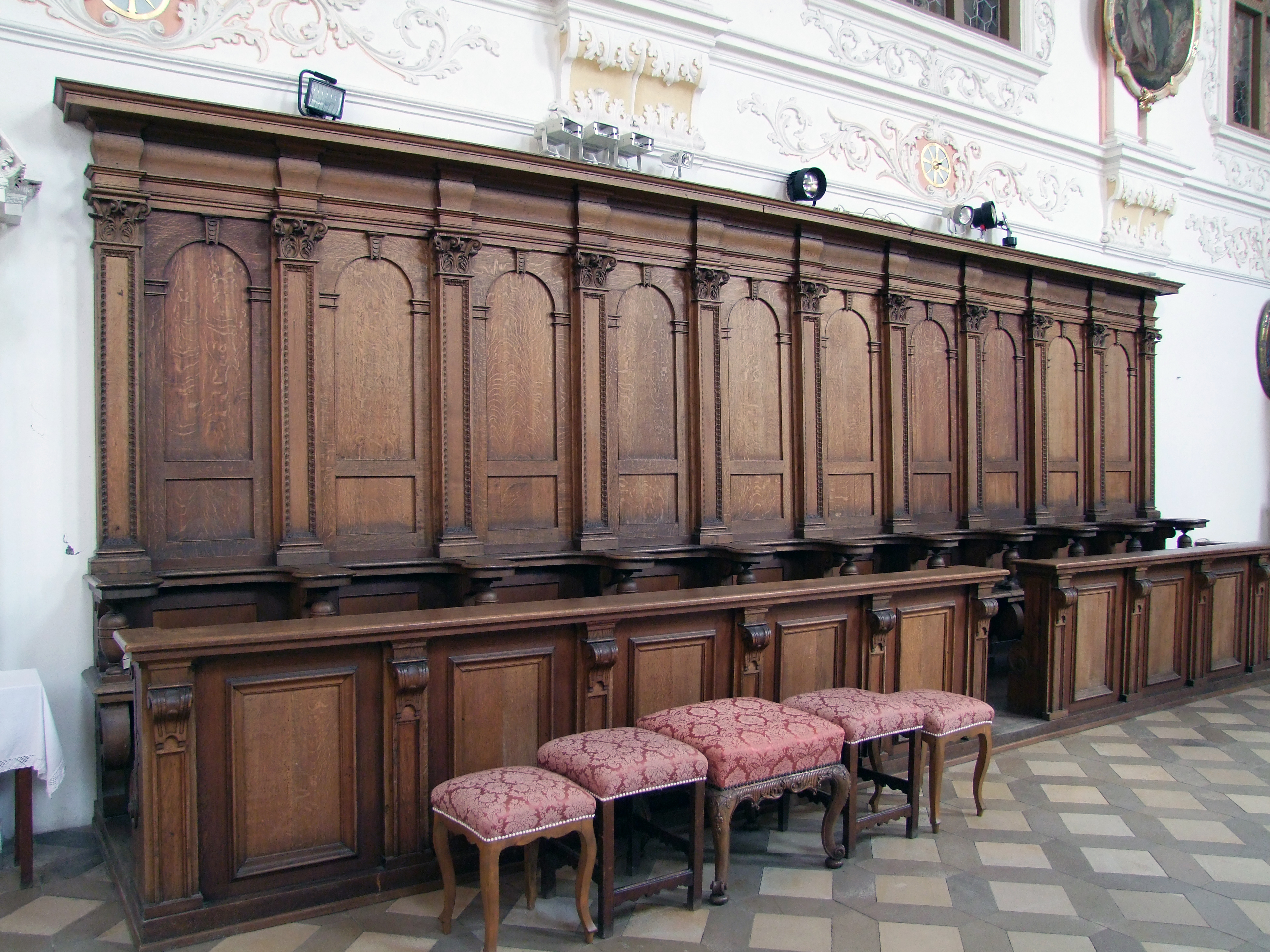
Nördliche Chorstallen

Das Chorgestühl wurde um 1626 geschaffen und wird dem Schreiner und Baumeister Johannes Holl zugeschrieben. Als vereinfachte Kopie des Chorgestühls von 1596 der Jesuitenkirche St. Michael in München gehört es zu dessen engsten Nachfolgern und bildet mit ihnen eine klar abgegrenzte Sondergruppe der Chorgestühle der späten Renaissance. Möglicherweise beruht die Vorbildfunktion von St. Michael auch auf dem Umstand, dass die Mindelheimer Kirche und die anderen Jesuitenkirchen der oberdeutschen Ordensprovinz überhaupt ein Chorgestühl hatten. Weil die Jesuiten kein gemeinsames Chorgebet pflegten, kein tägliches Konventamt feierten und meist auch nicht bei der Sonntagsmesse vereint waren, war es eigentlich überflüssig und außerhalb der oberdeutschen Provinz nur in Ausnahmefällen vorhanden.
Das Chorgestühl ist ungefasst mit klaren, strengen Formen. Auf jeder Seite sind zehn Stallen aufgestellt. An der fünften Achse von Osten her ist die Vorderbrüstung für den Zugang unterbrochen. Die Vorderbrüstung ist durch Pilaster mit Volutenkapitellen und Rechteckfelder gegliedert. Die Stühle sind durch Armstützen vor auf Voluten gestellten Balustraden voneinander getrennt. Die Sitze lassen sich nach hinten klappen. Die hohe Rückwand ist durch korinthische Pilaster mit von Blattstäben gesäumten Feldern gegliedert. Dazwischen befinden sich schlanke Blendarkaden mit Kämpfergesims und Scheitelstein. Den Abschluss bildet ein um 1720/30 aufgesetztes dreiteiliges Gebälk mit gebauchtem Fries.

### Ölbilder
An den Chorpilastern hängen sechs große Gemälde mit Heiligen, deren Namen jeweils in einem Aufsatz angegeben sind. Zusätzlich sind die Heiligen an ihren Attributen oder an charakteristischen Szenen aus ihrem Leben erkennbar. Die Bilder, die Joseph Anton Dobler aus Mindelheim um 1737 geschaffen hat, sind mit geschweiften Rahmen versehen und schräg nach vorne geneigt angebracht. Mit Wappen beziehungsweise mit symbolischen Hinweisen wird in jedem Bild ein Bezug zu einem Herrschaftsbereich hergestellt. Ein Spruchband mit jeweils einem lateinischen Wort in Imperativform gibt verschiedene Bitten an die Heiligen wieder.
| Norden                                                                                            |  |  | Süden |
| Hl. Anna Stadt Mindelheim (Wappen) LIBERA (befreie)                                               |  |  | Hl. Elisabet Kurfürstentum Bayern (Wappen) CONFIRMA (festige)                                                  |
| Hl. Jakobus der Jüngere Kaiser und Reich (Doppelköpfiger Reichsadler) PACIFICA (schließe Frieden) |  |  | Hl. Johannes der Täufer Papst und Kirche (Tiara und Petrusschlüssel vor einer Weltkugel) AMPLIFICA (erweitere) |
| Hl. Joachim Jesuitenkolleg Mindelheim (Gebäudeansicht) ROBORA (stärke)                            |  |  | Hl. Zacharias Schwaben (Wappen mit den drei staufischen Löwen) CONSERVA (bewahre)                              |

### Krippen

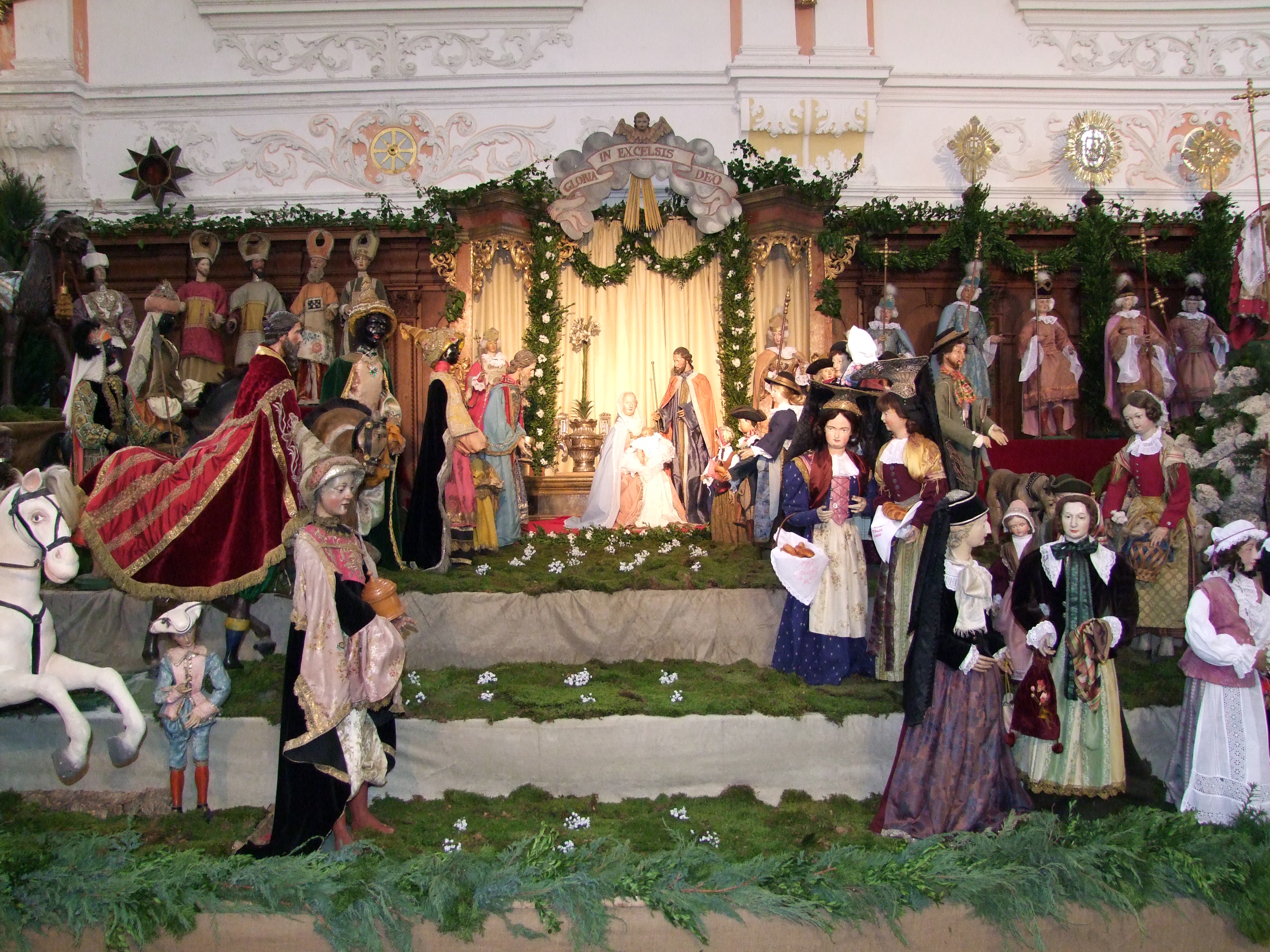
Jesuitenkrippe im Chorraum

Die Weihnachtskrippe der Jesuitenkirche geht zurück auf das Jahr 1618, als erstmals eine Krippe mit Figuren von etwa einem Meter Höhe in der Jesuitenkirche aufgebaut wurde. Sie wurde in den folgenden Jahrzehnten erweitert und immer wieder erneuert. Wie viele Figuren die Krippe ursprünglich umfasste, ist unbekannt. Heute befinden sich noch etwa 80 Figuren im Besitz der Gemeinde und werden alljährlich zur Weihnachtszeit im Chor aufgebaut. In der Szene nähern sich von rechts Hirten, Mindelheimer Bürger und Bauern und von links die Heiligen Drei Könige mit einem großen Gefolge und Kriegselefanten dem Stall in der Mitte. Auf einem Schimmel reitet die Königin von Saba ebenfalls zum Stall von Bethlehem. Ursprünglich dürften die einzelnen Figuren nicht in einer gemeinsamen Szene aufgestellt worden sein. Es könnte sich dabei um die Verkündigung des Engels an Maria, die Herbergssuche und die Verkündigung an die Hirten gehandelt haben. Nur die Szenen der Anbetung der Hirten, der Heiligen Drei Könige an der Krippe und der Hochzeit zu Kana mit großer Tafel und Speisen sind gesichert. Der Hintergrund stammt aus den 1960er Jahren und ist nicht originalgetreu.

Die sogenannte Krippe aus Klosterwald zeigt die Szene der Hochzeit zu Kana und steht heute in einem Schrank im Sakristeivorraum. Sie stammt aus dem ehemaligen Kloster in Klosterwald.

### Ausstattung
In der Kirche befinden sich zahlreiche weitere Ausstattungsgegenstände. Das Weihwasserbecken am Chorbogen bei der Sakristeitüre aus Kalkstein trägt die eingemeißelte Inschrift 17 IHS 40. Die Weihwasserkupferkessel an der südlichen Eingangstüre der Kirche sind mit Rocailledekor geschmückt und wurden in der Mitte des 18. Jahrhunderts geschaffen, ebenso der Opferstock am Südeingang, ein aus Holz geschnitzter Balusterfuß mit Volute. Die Ewiglichtampel in der Mitte des Chores, in der Mitte des 18. Jahrhunderts geschaffen, besteht aus Silber mit zum Teil durchbrochenem Rocailleornament.

### Sakristei

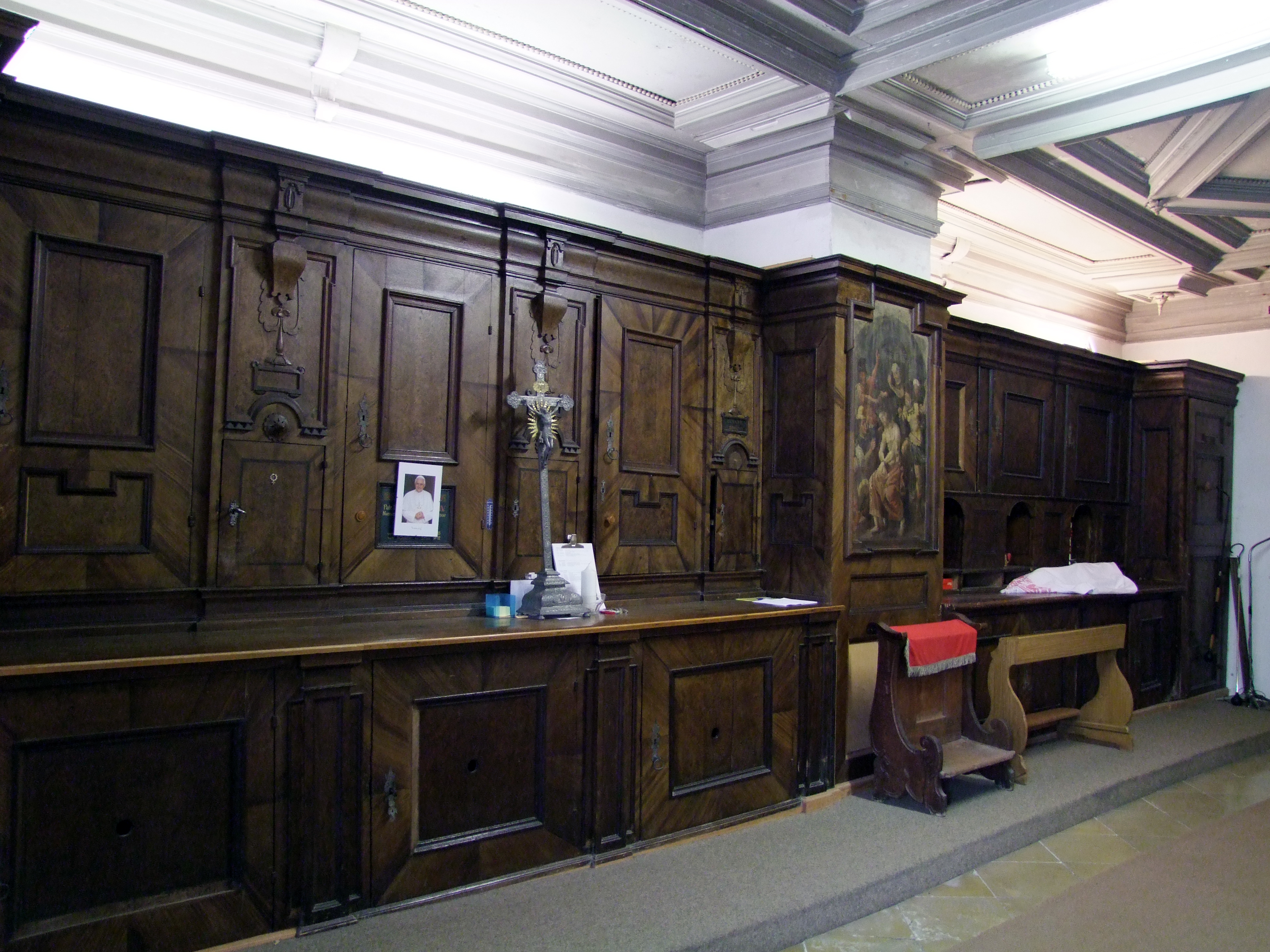
Das Schrankwerk an der Südwand der Sakristei

In der Sakristei befindet sich ein großer, in neun Achsen gegliederter Schrank, der die gesamte Südseite einnimmt und intarsienartig gefasst ist. In der Mitte ist um die trennende Säule eine verbindende Verblendung angebracht. Ein kleiner Betstuhl mit Schweiffüßen und Rocailleschnitzerei stammt aus der Mitte des 18. Jahrhunderts. Die Kommoden sind durch toskanisierende Pilaster getrennt. Die Aufsatzschränke springen zurück und haben gefederte Türen sowie verkröpftes Gebälk mit gebauchtem Fries. In der Osthälfte sind zwischen den Aufsatztüren geohrte, leicht vortretende Felder mit schlichten grotesken Ornamenten geschmückt. Zwischen den Feldern der Westhälfte befinden sich gefelderte Lisenen. Der verkleidete Mittelpfeiler trägt ein Bild der Verspottung Christi, ein stark beschädigtes Holzgemälde eines unbekannten Malers vom Ende des 16. Jahrhunderts. Auf den Schranktüren sind mehrere, zum Teil stark beschädigte Inschriften erkennbar. An der Mitteltüre des östlichen Abschnittes ist ein kleines, in der ersten Hälfte des 18. Jahrhunderts geschaffenes Elfenbeinkruzifix zu sehen.
Ein weiterer Schrank aus dem Jahre 1722 an der Nordwand der Sakristei hat gefelderte Türen und einen gebauchten Gebälkfries. Ein beschädigtes, halbrundes Gemälde auf Holz aus dem späten 16. Jahrhundert am Ostende der Nordwand zeigt die Abendmahlszene mit den Initialen H. K. Aus der ersten Hälfte des 18. Jahrhunderts stammt eine schlichte Kommode mit sechs niedrigen Schubladen. Ein Sedile des mittleren 18. Jahrhunderts mit Schweiffüßen und Rocailleschnitzerei ist mit rotem Damast bespannt. Ein Vortragekreuz und ein kleines Kruzifix zwischen den Fenstern stammen aus der zweiten Hälfte des 18. Jahrhunderts. Ein Kruzifix und eine Mater Dolorosa auf einem Schweifsockel wurden in der Zeit von 1720 bis 1730 gefertigt. Ein Kruzifix mit Totenkopf und Schlange am Fuß stammt ebenfalls aus der zweiten Hälfte, ein weiteres mit einem versilberten Bronzekorpus aus dem ersten Viertel, der Auferstehungsheiland aus der Mitte des 18. Jahrhunderts. Ein gefasstes Vortragekreuz mit einem neuen Bronzekorpus, Kleeblattenden und geschnitzten Evangelistensymbolen wurde um 1500 geschaffen. J. Ph. Brunnenmair schreibt ein Gemälde in einem rechteckigen Lorbeerrahmen mit einer Halbfigur der Immaculata Joseph Ruffini aus Meran zu. Weitere Gemälde eines unbekannten Malers aus der Mitte des 18. Jahrhunderts stellen den heiligen Franz-Xaver und vermutlich den heiligen Johannes Nepomuk dar.

### Vorraum der Sakristei
Der Vorraum zwischen der Sakristei und dem Chorraum ist ebenfalls mit Kunstwerken ausgestattet. An der Ostwand ist ein Kruzifix aus dem Anfang des 18. Jahrhunderts angebracht, darunter eine Mater Dolorosa des mittleren 18. Jahrhunderts. Links vom Kreuz steht der heilige Joachim, rechts die heilige Anna mit dem Marienkind. Sie wurden gegen Ende des 17. Jahrhunderts geschaffen. Zwei rundbogig geschlossene Holzbilder aus der ersten Hälfte des 18. Jahrhunderts zeigen links die Mater Dolorosa, rechts einen Schmerzensmann. Davor steht ein neuer versilberter Volksaltar. In einem nur in der Adventszeit geöffneten Schrank an der Nordseite neben der Durchgangstüre zum Treppenaufgang wird die Klosterwalder Krippe mit der Hochzeit von Kanaa aufbewahrt.

## Kapellen

### Franz-Xaver-Kapelle

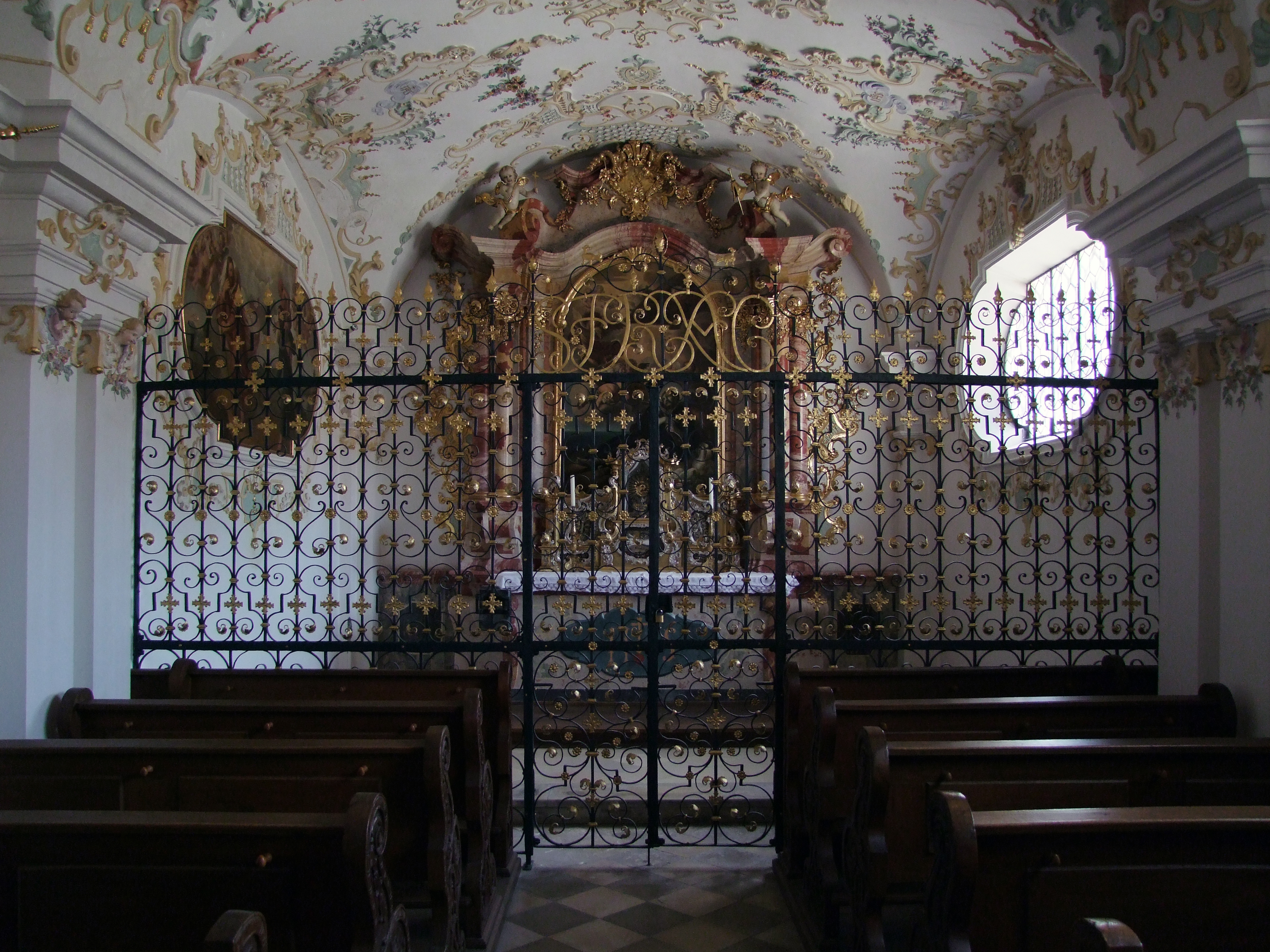
Franz-Xaver-Kapelle

Die aus dem Jahre 1690 stammende Kapelle an der Südseite des Chores wurde 1704 dem hl. Franz Xaver geweiht. Der geostete rechteckige Bau mit zwei Jochen trägt ein mit Blech gedecktes Schrägdach. Die Joche trennen mit kräftigen Doppelpilastern besetzte flache Wandpfeiler. Diese sind verkröpft, das Gebälk ist dreigeteilt. Die Ecken besitzen halbe Pfeiler mit einem Pilaster; in der Nordwestecke ist nur ein Gesimsstück vorhanden, da dort eine von Bündeln umrahmte Stichbogennische der einzige Zugang zur Kapelle durch den Chorraum ist. Die Halbkreistonne besitzt breite, im Scheitel geschliffene Stichkappen, die über einen flachen Schildbogen geführt sind. Lediglich in der südlichen Wand sind zwei querrechteckige Fenster mit eingezogenen rundbogigen Vertikalseiten eingelassen. Den Altarbereich im Osten der Kapelle trennt ein schmiedeeisernes, 1751 von einem unbekannten Künstler angefertigtes Ziergitter vom übrigen Kapellenraum. Es besteht aus senkrechten Stäben mit vergoldeten Blattspitzen, Blüten und kreuzförmigen Blattrosetten. Der giebelförmige Mittelaufsatz trägt ein Monogramm des hl. Franz Xaver.
Der Altar von Matthias Willerotter aus Mindelheim an der Ostseite stammt aus dem Jahr 1743. Er besteht aus rötlichem, gelbem und blaugrauem Stuckmarmor. Der Stipes wird von Voluten begrenzt, das Antependium ist mit einem Bandelwerk und dem Christusmonogramm IHS versehen. Dem eigentlichen Altaraufbau ist auf der Mensa ein vergoldeter tabernakelartiger Reliquienschrein mit versilbertem Rocailledekor vorgesetzt. Der Reliquienschrein hat drei Achsen mit je zwei verglasten Kammern, die übereinander gegliedert sind. In der Mitte liegt eine Armreliquie des heiligen Franz Xaver, darüber ist eine Monstranz mit einer Darstellung des heiligsten Herzens Jesu zu sehen, unter dem ein versilberter Pelikan, ebenfalls ein Christussymbol, sitzt. Das Altarbild schuf ein unbekannter Maler um 1743. Es zeigt den sterbenden heiligen Franz Xaver, mit dem Rücken an einen Felsen gelehnt. Mit den Händen umklammert er ein Kruzifix, auf das er hinunterblickt. Über dem Heiligen schweben Engel im wolkenverhangenen Himmel. Als Altarauszug dient unter verkröpftem Gebälk ein goldenes Medaillon mit einem aus dem Wasser herausragenden und kreuztragenden geschnitzten Krebstier. Das Motiv beruht auf einer Legende, nach der ein Krebs ein von dem hl. Franz Xaver im Meer verlorenes Kreuz zurückbrachte.
Den überwiegend weißen, roten und grünen Stuck schuf 1743 der Mindelheimer Matthias Willerotter. Er gehört bereits in die Phase des Frührokokos. Er besteht aus symmetrischen Kartuschen, Bandelwerk, Gitterwerk, Blumenketten und Zweigen. In der Mitte befindet sich ein geschweifter Profilrahmen mit einem Gemäldefeld. Große Kartuschen mit vollplastischen Blumenvasen und einem Engelskopf befinden sich an den Längsseitenmitten. Die vier Stichkappen der Kapellendecke tragen Stuckreliefs der vier Erdteile. Jeweils am oberen Rand befindet sich eine Wolke mit dem Christusmonogramm IHS, vor dem ein Putto kniet, der den Erdkreis verkörpert, kniet. Nördlich des Altars auf der Ostseite steht ein Putto für Europa, der in der rechten Hand einen Pilgerstab, einen Pontifikalstab und einen Krummstab hält. Seine linke Hand zeigt auf das Christusmonogramm IHS. Eine Krone mit Zepter liegt zur Linken des Puttos auf einem Schaukissen. Südlich des Altars befindet sich die Kartusche mit Asien. Der kniende Putto hält demütig die Hände vor der Brust verschränkt. Vor ihm steht zwischen Palmen eine zweistöckige Pagode. Die nordwestliche Stichkappe zeigt Afrika. Vor einem dunkelhäutigen Putto mit verschränkten Armen ragt ein Elefantenkopf heraus, hinter ihm sind unter einer Palme zwei pyramidenförmige Hütten zu sehen. Dieser Abbildung gegenüber befindet sich in der südwestlichen Stichkappe der vierte Erdteil, Amerika. Ein Putto mit Federrock und Federkrone trägt einen Bogen in der linken Hand, die rechte zeigt auf das Christusmonogramm. Hinter ihm stehen drei Tipis, vor ihm wird hinter einer Palme ein Büffelkopf sichtbar.

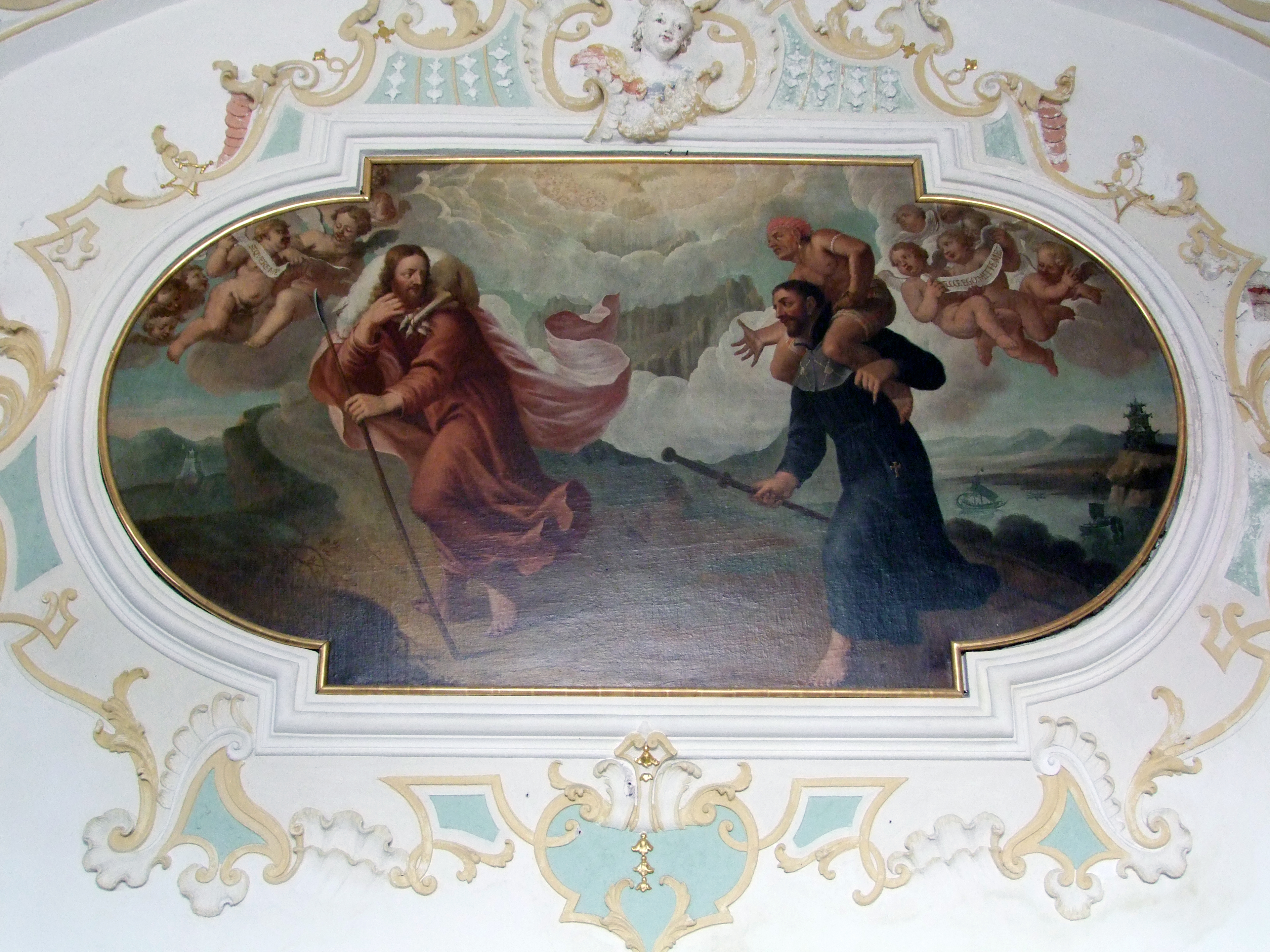
Christus und der hl. Franz Xaver, nördliches Gemälde

Die drei Ölgemälde der Kapelle stiftete Herzogin Mauritia Febronia. Das zentrale Deckengemälde eines unbekannten Künstlers wurde 1691 gemalt. Es zeigt den hl. Franz Xaver bei der Taufe von Heiden. Der Heilige ist im Chorgewand mit Stola abgebildet. Seine rechte Hand hält eine Muschel mit dem Taufwasser für die vor ihm knienden Heiden. Links von Francisco kniet ein weiterer Geistlicher, der eine Taufschale hält. Die dargestellten Heiden sind verschiedener Hautfarbe. Die anderen beiden Wandgemälde schuf vermutlich derselbe Künstler 1694. Das Bild an der Westwand zeigt den hl. Franz Xaver beim Predigen. Hier ist er als zentrale Figur dargestellt, über den zu seinen Füßen sitzenden und knienden Heiden. Er trägt ein Priestergewand, seine Rechte hält ein Kruzifix. Auch dort sind Heiden verschiedener Hautfarben dargestellt.
Die Nordwand zeigt eine in dieser Darstellung nicht häufig vorkommende Szene. Christus und der hl. Franz Xaver sind in dem rechteckigen Gemälde mit seitlichen Ausbuchtungen zu sehen. Christus ist als guter Hirte dargestellt. Er schreitet in der felsigen Landschaft schnell voran und blickt sich nach dem hl. Franz Xaver um. Dieser trägt einen Inder auf den Schultern und folgt Christus. An den oberen Ecken des Bildes sind Putten, die zwei Spruchbänder mit der Aufschrift SEQVERE ME („Folge mir“) und ECCE EGO: MITTE ME („Hier bin ich, sende mich“) halten. Zwischen den Personen sind Serpentinen zu sehen, die einen Berg hinauf führen und darüber eine Taube mit Strahlenkranz als Symbol des Heiligen Geistes.
Das Gestühl, das um 1743 angefertigt wurde, besitzt flache, mit breitem, rocailleartig gekerbtem Bandelwerk und Akanthus geschmückte Wangen aus Eichenholz. Eine Kniebank aus dem dritten Viertel des 18. Jahrhunderts ähnelt den beiden längeren in der Kirche. Der an der Westwand stehende Beichtstuhl mit einem Volutengiebel über der Mittelachse aus dem mittleren 18. Jahrhundert wurde um 1726 gebaut. Eine der wenigen plastischen Figuren der Kirche, die gefasste Mondsichelmadonna, steht auf einem Sockel an der Nordwand und wurde um 1670 geschnitzt. Sie könnte von Thomas Baumhauer oder Martin Döttel aus Mindelheim stammen.

### Ignatiuskapelle

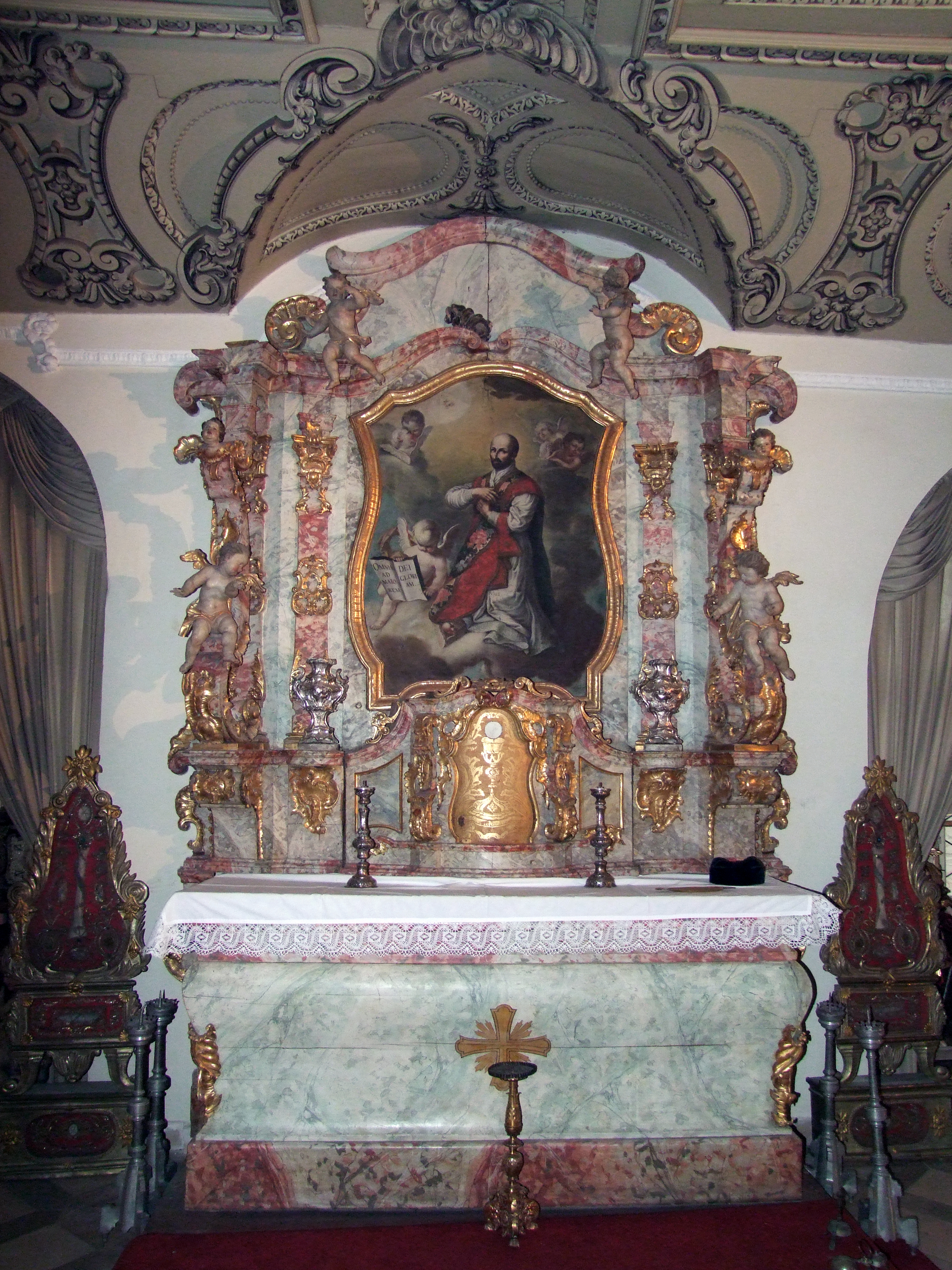
Altar der Ignatiuskapelle

Die Ignatiuskapelle im ersten Stock über der Sakristei ist nur über den Klostertrakt zugänglich. An der östlichen Wand befinden sich zwei Rechteckfenster in Stichbogennischen, im Westen ist die Zugangstüre ebenfalls in eine Stichbogennische eingebettet. Der Ignatiusaltar verdeckt das mittlere der drei Fenster in der südlichen Wand zum Chor. Die hell gestrichene Holzkassettendecke wurde etwa 1629 eingebaut. Sie hat eine schräge Kehle und ist in zwei große Quadrate in Kreuzform und ein mittiges geschweiftes ovales Feld gegliedert. Im trennenden Mittelfries befindet sich innerhalb des Ovalfeldes ein Jesusmonogramm. In der Voute haben ovale Kassetten verschiedene Formate. Die Deckenbemalung im Grisaillestil besteht aus Blattstabrahmungen, Hermenpilastern, Engelsköpfen und Rollwerk. Der Fußboden unbekannten Alters trägt ein Rosenspitzmuster.
Der Altar von 1756 aus Holz steht in der Mitte der Südwand. Das Holz ist rosa und blaugrau marmoriert. Das Rocailledekor ist vergoldet, der Stipes gebaucht. Das Tabernakel ist konvex und von Volutenvorlagen gerahmt. An der Schweiftür ist ein eingravierter Kelch mit Hostie zu sehen. Das geschweifte Altarbild zeigt den heiligen Ignatius von Loyola. Er kniet in weißem Ordensgewand, darüber ein rotes, mit Blumen geschmücktes Messgewand. Zu seinen Füßen ist ein weißer Engel mit geöffnetem Buch mit der Inschrift OMNIA AD MAIOREM DEI GLORIAM („Alles zur höheren Ehre Gottes“) dargestellt, der Wahlspruch der Jesuiten. Der Blick des Heiligen geht zum Himmel, wo das Auge Gottes zu sehen ist. Auf dem verkröpften, schwach geschweiften Gesims befinden sich zwei Putten. Der Auszug ist in Form eines geschweiften Flachgiebels gearbeitet. Heute ist dort noch ein Rest des Gewölks zu sehen. Der Rest der Strahlenglorie mit Gewölk befindet sich heute in der Bibliothek.

## Orgel

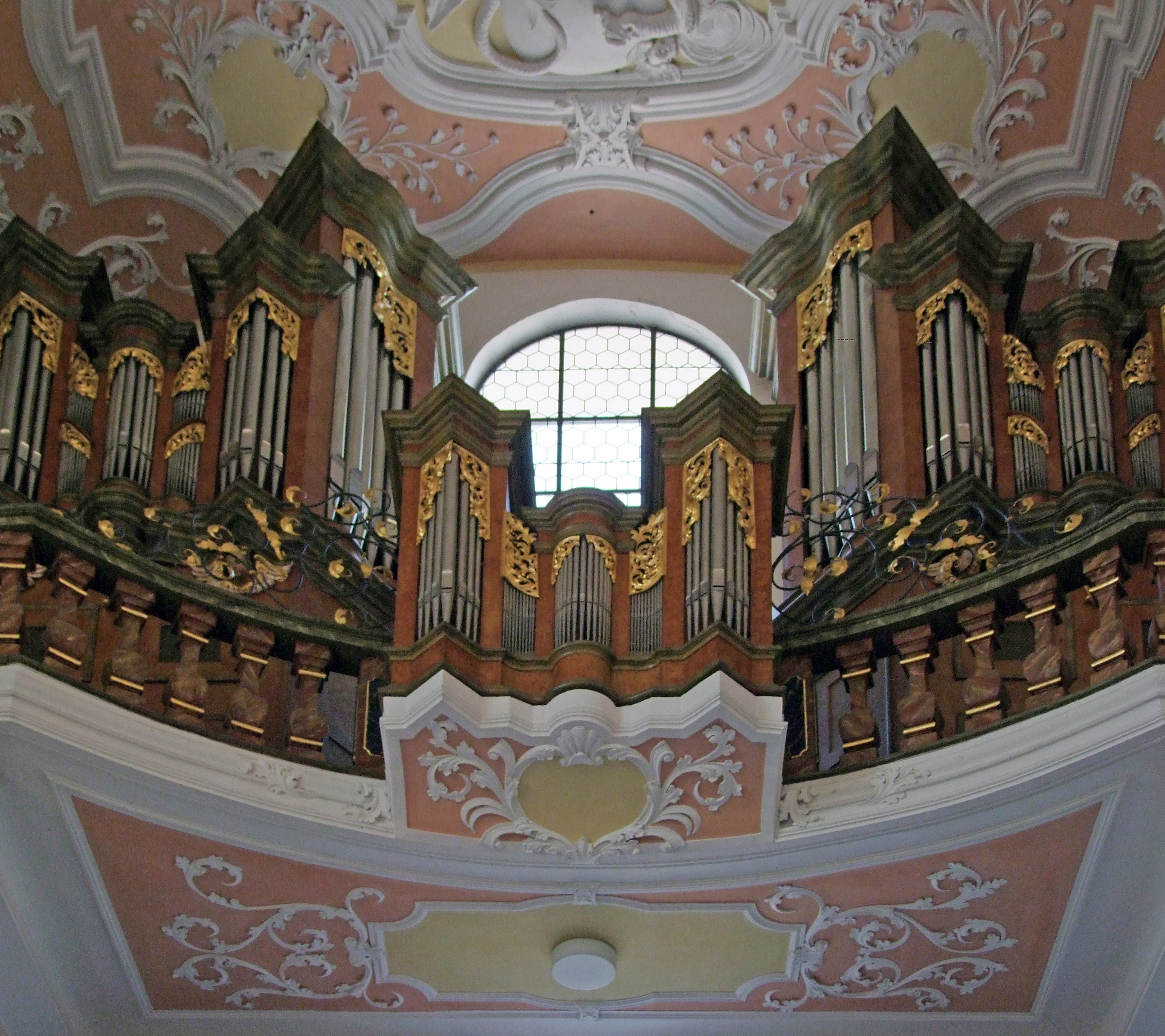
Der heutige Orgelprospekt

### Orgel von 1722
Über die erste Orgel des Haller Orgelbauers Sebastian Achamer von 1663 ist nichts Näheres bekannt. Quellen sind erst über den neuen Orgelbau von 1722, bei dem die Orgel von 1663 entfernt wurde, vorhanden. Die erste farbliche Fassung bekam der noch heute in der Kirche erhaltene Prospekt 1727. Archivalische Hinweise auf den Orgelbaumeister gibt es nicht. Vergleiche mit Orgeln der näheren Umgebung in Tussenhausen, Kirchhaslach und Steingaden lassen jedoch den Schluss zu, dass es sich um den aus Tussenhausen stammenden Orgelbauer Augustin Simnacher handeln könnte. Die ursprüngliche Disposition der Orgel kann heute anhand von überlieferten Daten ermittelt werden. Sie muss folgendermaßen gewesen sein:
| I Hauptwerk C–c3 |      |            |
| Principal        | 8′   | [ Anm. 1 ] |
| Copel            | 8′   | [ Anm. 2 ] |
| Quintadena       | 8′   | [ Anm. 3 ] |
| Gamba            | 8′   |            |
| Octav            | 4′   |            |
| Fletten          | 4′   | [ Anm. 4 ] |
| Quint            | 2/3′ |            |
| Superoctav       | 2′   |            |
| Mixtur V         | 2′   |            |

| II Positiv C–c3 |    |            |
| Copel           | 8′ | [ Anm. 2 ] |
| Principal       | 4′ | [ Anm. 1 ] |
| Floeten         | 4′ | [ Anm. 2 ] |
| Spitzfloet      | 2′ |            |
| Mixtur III      | 1′ |            |

| Pedal C–a0 |     |            |
| Subbaß     | 16′ | [ Anm. 2 ] |
| Octavbaß   | 8′  | [ Anm. 4 ] |

Anmerkungen
1. 1 2  ab E im Prospekt
2. 1 2 3 4  Holz gedackt
3. ↑  Metall gedackt
4. 1 2  Holz offen

| C:  |    |   |       |   |    |   |      |   | 2′ | + | 1/3′ | + | 1′ | + | 2/3′ | + | 1/2′ |
| c1: |    |   |       |   | 4′ | + | 2/3′ | + | 2′ | + | 1/3′ | + | 1′ |   |      |   |      |
| c2: | 8′ | + | 51/3′ | + | 4′ | + | 2/3′ | + | 2′ |   |      |   |    |   |      |   |      |

| C:  |    |   |      |   |    |   |      |   | 1′ | + | 2/3′ | + | 1/3′ |
| c1: |    |   |      |   | 2′ | + | 1/3′ | + | 1′ |   |      |   |      |
| c2: | 4′ | + | 2/3′ | + | 2′ |   |      |   |    |   |      |   |      |

### Reparatur 1832
Im Jahre 1832 reparierten Meinrad Dreher und sein Sohn Joseph Anton Dreher aus Illereichen die Orgel. Sie erweiterten dabei das Pedalwerk von zwei auf vier Register, fertigten eine neue Windlade für das Pedal und stellten sie vor dem Mittelfenster zwischen den Hauptgehäusen des Prospekts auf. Das Pedal erhielt dadurch mehr Tonfülle. Die ersten drei Bässe standen auf der neuen Windlade, der Quintbaß verblieb als einziger auf der alten Lade. Die Tonhöhen, die noch die seit dem 18. Jahrhundert in Mittelschwaben übliche tiefere Stimmung aufwiesen, den sogenannten mediam-Ton, wurden bei dieser Reparatur angehoben. An Kosten fielen für die Reparatur 150 Gulden an, für den Schreinermeister Ruppert Weißenhorn aus Mindelheim für die neue Pedallade 18,98 Gulden. Nach der Erweiterung verfügte die Orgel über 18 Register. In der Statistischen Beschreibung der Stadt und des Stadtbezirkes Mindelheim 1859 von Trieb und Seybold wurde das Instrument als sehr alte Orgel in ruinösem Zustand beschrieben.
Das Pedalwerk hatte folgende Disposition:

| Pedal C–f0 |     |            |
| Subbaß     | 16′ | [ Anm. 1 ] |
| Octavbaß   | 8′  | [ Anm. 2 ] |
| Fagottbaß  | 8′  | [ Anm. 2 ] |
| Quintbaß   | 6′  | [ Anm. 3 ] |

Anmerkungen
1. ↑  alte Pfeifen wiederverwendet
2. 1 2  neue Pfeifen
3. ↑  umgeänderte Pfeifen des alten Octavbasses

### Neubau 1896
Aufgrund des schlechten Zustandes der Orgel entschied man sich 1896 für den Kauf eines neuen Instruments. Die Firma G. F. Steinmeyer & Co. aus Oettingen baute als Opus 577 die neue 24 Register umfassende Orgel zu einem Preis von 11.475,30 Goldmark. Lediglich Teile des Prospekts der alten Orgel wurden übernommen, selbst die Prospektpfeifen wurden neu gefertigt. Die Orgel wurde in die Mitte der zweiten Empore an der Westseite der Kirche eingebaut. Insgesamt wurden vier Laden mit je 190 × 64 Zentimeter eingebaut. In zwei Etagen übereinander wurden die Laden in C- und Cis-Seiten aufgestellt. Die historischen Orgelgehäuse wurden für die Register mit 8′ oder höher verwandt, die kleineren Register wurden in Fußbodenhöhe platziert. Die Prospektpfeifen wurden bis auf die zehn größten nicht benutzt und waren lediglich zur Zierde angebracht. Hinter dem Hauptwerk in Prospekthöhe wurden die Register des II. Manuals auf einer Lade mit den Maßen von 347 × 82 Zentimeter aufgestellt. Das obere, mittlere Kirchenfenster wurde dadurch teilweise verstellt. Deswegen musste das Fenster der Kirchenwestseite verändert werden und eine Verbindung zwischen dem historischen Hauptgehäuse und einem neuen Prospektfeld geschaffen werden. Zwei Pedalladen wurden hinter dem Hauptwerk und Nebenwerk in Fußbodenhöhe aufgestellt. Diese Laden hatten die Maße von 225 × 72 Zentimeter. Die Pedalladen wurden in C- und Cis-Teilung (16′-Höhe) aufgestellt. Die Orgelanlage reichte von der Kirchenwestwand bis zur Emporenbrüstung.
Auf der ersten Empore wurde der Spieltisch aufgebaut. Dieser wurde durch eine Röhrenpneumatik mit der sich auf der zweiten Empore befindlichen Orgel verbunden. Diese Lösung wurde gewählt, damit neben dem Orgelspieler auch Chorsänger Platz fanden. Beide hätten auf der zweiten Empore keinen Platz mehr gefunden. Da der Organist die Orgel nun nicht mehr direkt hören konnte, war diese Lösung äußerst ungünstig. Auch die längere Reaktionszeit der pneumatischen Traktur wirkte sich ungünstig auf die Spielbarkeit aus. Aus diesen Gründen wurde der Chor kaum mehr von der Orgel begleitet; anspruchsvolle Darbietungen auf der Orgel waren kaum mehr möglich. Bei der Restaurierung der Kirche 1907 wurde teilweise versucht, den alten optischen Zustand der Orgel wiederherzustellen.
Die Orgel von 1896 besaß folgende Disposition:

| I Hauptwerk C–f3 |      |            |
| Bourdon          | 16′  | [ Anm. 1 ] |
| Principal        | 8′   | [ Anm. 2 ] |
| Tibia            | 8′   | [ Anm. 3 ] |
| Gedackt          | 8′   | [ Anm. 4 ] |
| Gamba            | 8′   | [ Anm. 5 ] |
| Salicional       | 8′   | [ Anm. 6 ] |
| Octav            | 4′   | [ Anm. 5 ] |
| Gemshorn         | 4′   | [ Anm. 5 ] |
| Waldflöte        | 2′   | [ Anm. 5 ] |
| Mixtur III–IV    | 2/3′ | [ Anm. 5 ] |

| II Nebenwerk C–f3 |    |             |
| Geigenprincipal   | 8′ | [ Anm. 6 ]  |
| Hohlflöte         | 8′ | [ Anm. 7 ]  |
| Lieblich Gedackt  | 8′ | [ Anm. 4 ]  |
| Xoline            | 8′ | [ Anm. 5 ]  |
| Vox Coelestis     | 8′ | [ Anm. 8 ]  |
| Fugara            | 4′ | [ Anm. 5 ]  |
| Traversflöte      | 4′ | [ Anm. 9 ]  |
| Klarinette        | 8′ | [ Anm. 10 ] |

| Pedal C–d1  |     |             |
| Violonbaß   | 16′ | [ Anm. 11 ] |
| Subbaß      | 16′ | [ Anm. 4 ]  |
| Octavbaß    | 8′  | [ Anm. 11 ] |
| Violoncello | 8′  | [ Anm. 12 ] |
| Posaune     | 16′ | [ Anm. 13 ] |

Anmerkungen
Material gemäß Orgelbauvertrag
1. ↑  Kiefernholz, gedackt
2. ↑  englisch Zinn
3. ↑  C-h0 Kiefernholz, ab c1 Probzinn
4. 1 2 3  Kiefernholz
5. 1 2 3 4 5 6 7  Probzinn
6. 1 2  C-H Resonanzholz, ab c0 Probzinn
7. ↑  C–h0 Fichtenholz, ab c1 Probzinn
8. ↑  ursprüngl. Dolce; Fichtenholz, ab c0 Probzinn
9. ↑  C-h0 Fichtenholz, ab c1 Probzinn, doppelte Länge und überblasend
10. ↑  durchschlagendes Zungenregister, Stiefel Holz, Zungen und Krücken aus Messing, Becher C-h aus Holz, ab c1 aus Probzinn
11. 1 2  Tannenholz
12. ↑  Resonanzholz
13. ↑  durchschlagendes Zungenregister, Stiefel Holz, Zungen und Krücken aus Messing, Becher aus Holz

- Koppeln: Octavkoppel für HW (über f3 nicht ausgebaut)
  - Manualkoppel II/I
  - Pedalkoppel I/P, II/P
- 1 freie Kombination
- 4 feste Kombinationen als Tritte
- System: Pneumatische Kegelladen
- englisch Zinn = etwa 80 % Zinn
- Probzinn = etwa 60 % Zinn

### Umbau 1907
Der Orgelbauer Julius Schwarzbauer aus Mindelheim baute 1907 das Orgelwerk von Steinmeyer um. Die Teilwerke Haupt- und Nebenwerk wurden dabei auf der Empore hinter schrankartigen Holzverkleidungen links und rechts aufgestellt. Das Pedalwerk brachte man hinter den Hauptgehäusen an und baute das Nebenwerk durch einen Jalousiekasten zu einem Schwellwerk um. Schwarzbauer machte die Veränderungen am historischen Orgelgehäuse durch Steinmeyer größtenteils wieder rückgängig. Er schob die Gehäuse an die Kirchenwestwand zurück und platzierte die Teilwerksladen nahe dem Fußboden der Orgelempore. Diese neue Konstruktion verursachte allerdings weitere Probleme, da die Teilwerksladen dafür nicht geschaffen waren. Die Wartung an den Ventilen war durch den erschwerten Zugriff zu ihnen fast nicht möglich. In die Mitte der Orgelempore wurde der Spieltisch umgestellt. Damit wurde seine Entfernung zu den Manualwerken auf zehn Meter reduziert. Aber auch diese Weite sorgte für erhebliche Verzögerungen bei der Ansprache der Töne. Auch wenn man die Entstehungsepoche berücksichtigt, fehlten dem umgebauten Werk, bei dem die Disposition unverändert blieb, die Merkmale eines gediegenen Orgelbaus. Das seit 1896 leer stehende Positivgehäuse blieb auch bei diesem Umbau ungenutzt. Die barocken Prospektteile dienten nur noch als Zierde.

### Orgel von 1987

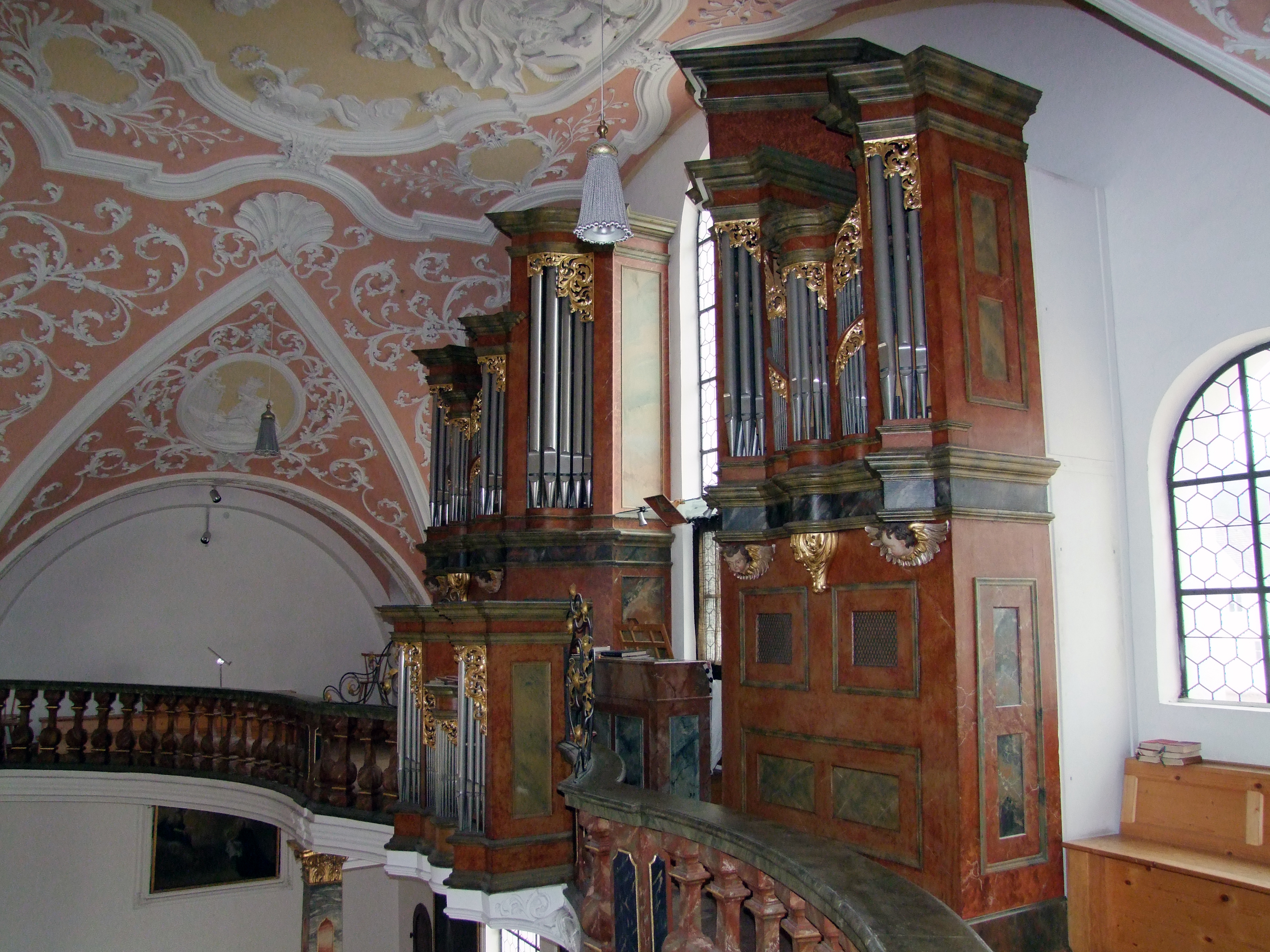
Seitenansicht der heutigen Orgel

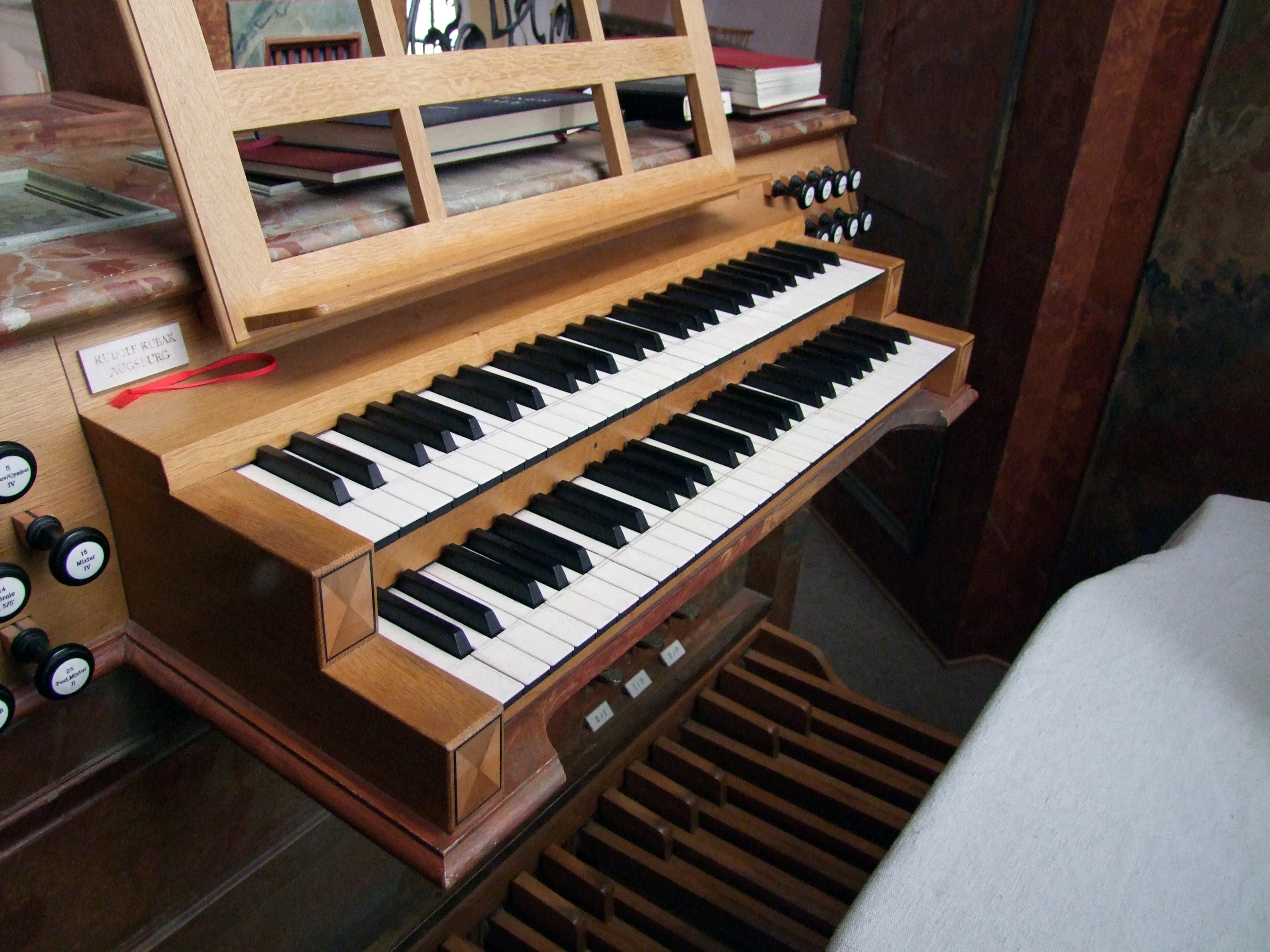
Spieltisch der heutigen Orgel

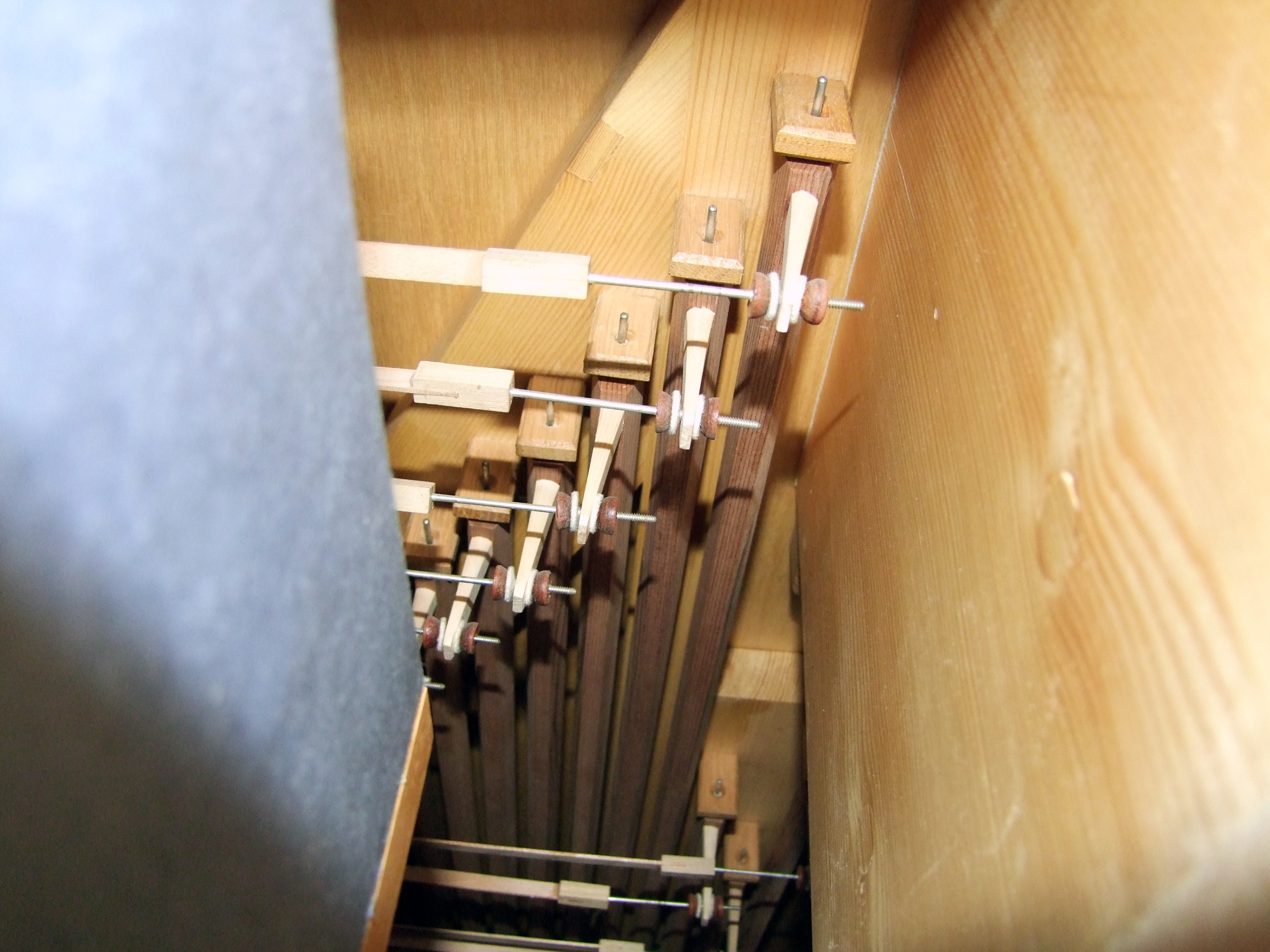
Das Innere der heutigen Orgel

Nach der Kirchensanierung von 1976 bis 1981 entschloss man sich 1987 auch die Orgel zu erneuern. Mit dem Bayerischen Landesamt für Denkmalpflege in München, dem Orgelsachverständigen der Diözese Augsburg und der Gemeinde Mindelheim wurde die Übereinkunft getroffen, eine neue Orgel zu erwerben, anstatt die alte Orgel zu reparieren oder umzubauen. Die Orgelwerkstatt Rudolf Kubak aus Augsburg erhielt den Auftrag für das neue Instrument. Dabei mussten die historischen Orgelgehäuse verändert in die neue Orgel integriert werden, wobei die Bauprinzipien der früheren Orgelbauwerkstätten berücksichtigt und die Auflage der Orgeldenkmalpflege erfüllt werden sollten, die historischen Gehäuse mit den Prospektpfeifen und einen Teil der alten Steinmeyer-Pfeifen von 1896 zu erhalten. In die beiden Hauptgehäusen wurden sogenannte kombinierte Laden in C- und Cis-Teilung für das Hauptwerk und das Pedal eingebaut. Als Brüstungspositiv wurde das II. Manual konzipiert. Die Windladen wurden als Schleifladen ausgeführt und sind durch die Prospektteilung erkennbar. In alter schwäbischer Tradition wurde der Spieltisch freistehend mit dem Blick auf den Hochaltar gebaut. Die Spiel- und Registertraktur sind rein mechanisch. Bei den alten Orgelgehäusen fehlten die für den Klang wichtigen Gehäuse-Rückseiten und die Dächer. Diese waren vermutlich bei den vorhergehenden Neu- und Umbauten entfernt worden. Die Holzkonstruktionen waren darüber hinaus stark vom Holzwurm befallen. Für die Windversorgung wurde ein elektrisch betriebenes Orgelgebläse eingebaut, das komprimierte Luft über einen Holzkanal in die Bälge bläst. Drei Mehrfaltenmagazine halten frischen Orgelwind für die einzelnen Teilwerke der Orgel bereit. Die Stimmung ist gemäßigt mitteltönig. In den Laden, Trakturen, Gehäusen und Pfeifen wurden Hölzer und Legierungen nach der Praxis schwäbischer und oberschwäbischer Barockmeister verbaut. Sie genügen jedoch auch der heutigen Zeit.
Das Hauptwerk verfügt, der süddeutschen Tradition entsprechend, über einen vollständigen Principalchor. Um auch die Art eines süddeutschen Hörnle spielen zu können, wurde die Terz 13/5′ der Principalfamilie zugeführt und dadurch eine Einfärbung aller Klangstufen ermöglicht. Das klangliche Rückgrat der Orgel bildet das Hauptwerk mit seinen Principalregistern. Es bekam aus Platzgründen kein 16′-Register. Dies konnte vor allem durch die barocken Vorgängerorgeln in Oberschwaben und deren Erbauer durchgesetzt werden. Die Orgelbauer Holzhay, Freiwiß, Simnacher und andere verzichteten des Öfteren ebenso auf diese 16′-Register. Das Positiv kann gegenüber dem Hauptwerk als kleines Werk bezeichnet werden. Es übernimmt die Funktion eines Begleit- und Continuo-Instruments und besitzt die charakteristischen sogenannten schwäbischen Flöten, die färbenden Aliquoten, das engmensurierte Register Salicet und die Zungenstimme Cromorne. Die klangliche Selbständigkeit gegenüber dem Hauptwerk garantieren die Principal-4′-Basis und die 4-fache Mixtur.
Das Principal des Pedalwerks wurde auf das Hauptwerk abgestimmt und der Platz durch zwei mechanische Transmissionsvorrichtungen optimal ausgenutzt. Dabei musste man nicht auf die notwendigen Klangmöglichkeiten verzichten. Gravität verleihen dem Pedal die Zungenstimmen und die Cantus-firmus-Möglichkeiten. Das Instrument hat 27 Register und zwei Vorabzüge (1745 Pfeifen) auf zwei Manualwerken und Pedal. Der Winddruck von Hauptwerk und Pedal beträgt 70 mmWS, der Winddruck des Positivs 60 mmWS. Die Disposition lautet:
| I Hauptwerk C–g3 |                  |        |
| 01.              | Principal        | 8′     |
| 02.              | Gamba            | 8′     |
| 03.              | Bourdon          | 8′     |
| 04.              | Octav            | 4′     |
| 05.              | Spitzflöte       | 4′     |
| 06.              | Quint            | 2 ⁄3′  |
| 07.              | Superoctav       | 2′     |
| 08.              | Terz             | 1 3⁄5′ |
| 09.              | Mixtur IV–V      | 1 ⁄3′  |
| 10.              | Cornet (ab g0) 0 | 8′     |
| 11.              | Trompete         | 8′     |
|                  | Zimbelstern      |        |

| II Positiv C–g3 |                           |       |
| 12.             | Salicet                   | 8′    |
| 13.             | Copel                     | 8′    |
| 14.             | Principal                 | 8′    |
| 15.             | Fluet                     | 4′    |
| 16.             | Nassard (vorab Nr. 17)    | 2 ⁄3′ |
| 17.             | Sesquialtera II (ab c1) 0 | 2 ⁄3′ |
| 18.             | Flageolet                 | 2′    |
| 19.             | Quint                     | 1 ⁄3′ |
| 20.             | Octav (vorab Nr. 20)      | 2′    |
| 21.             | Scharf III–IV             | 1′    |
| 22.             | Cromorne                  | 8′    |
|                 | Tremulant                 |       |

| Pedal C–f1 |                   |        |
| 23.        | Subbaß            | 16′    |
| 24.        | Octavbaß          | 08′    |
| 25.        | Borudonbaß        | 08′    |
| 26.        | Choralbaß         | 04′    |
| 27.        | Rauschpfeife II 0 | 02 ⁄3′ |
| 28.        | Bombarde          | 16′    |
| 29.        | Trompete          | 08′    |

- Koppeln: II/I, I/P, II/P

## Glocken

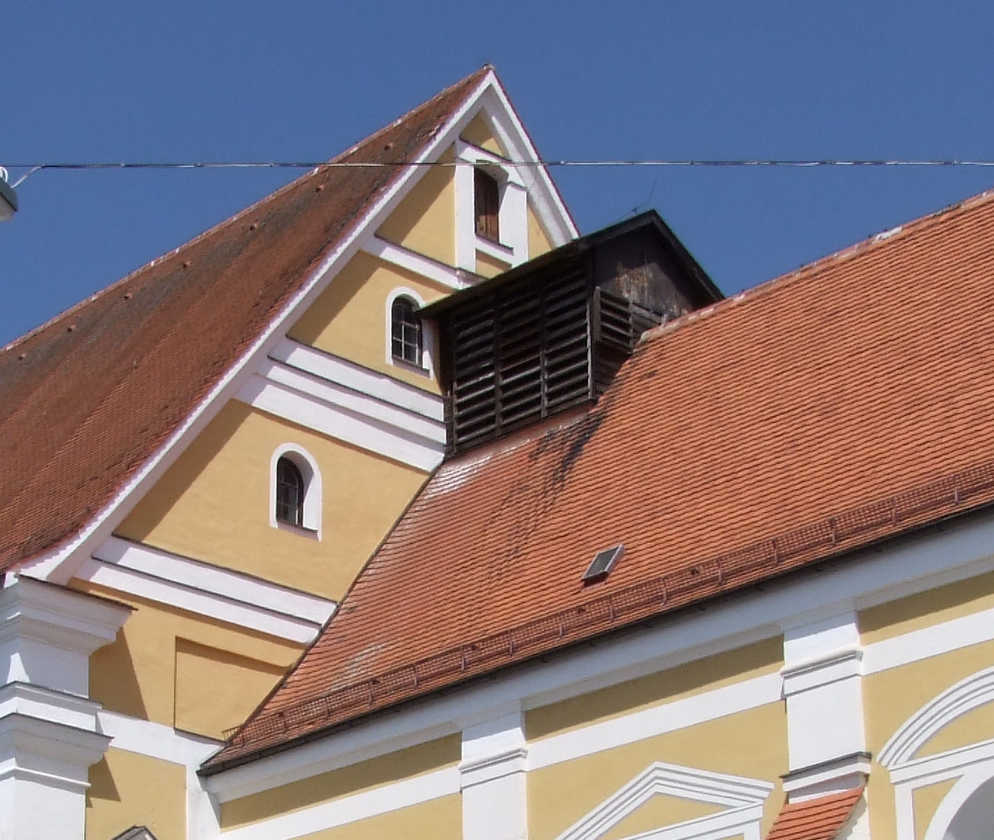
Der Dachreiter auf dem Dachstuhl des Chores

Im Dachreiter über dem Chor hängen drei Glocken. Die älteste wird einem unbekannten Nürnberger Meister zugeschrieben und in das erste Viertel des 15. Jahrhunderts datiert. Sie hat einen Durchmesser von 59 Zentimetern und ist 49,5 Zentimeter hoch. Die Inschrift ist zum Teil schwer leserlich, die einzelnen Wörter sind durch Ankerkreuze und Glöckchensymbole getrennt. Die Inschrift lautet: er vnd gvt vilt dir Iaiden nev die sel von dem leib ... yt. Der Kronenbügel ist an der Vorderseite als Zopf gestaltet, die darauf sitzende Krone wurde zerstört. Die Zuschreibung erfolgte aufgrund von gleichen Schriftzeichen auf einer Glocke in Heidenheim bei Gunzenhausen aus dem Jahre 1422. Die Mindelheimer Glocke bildet damit das letzte Glied einer seit 1398 bestehenden Gruppe von Nürnberger Glocken.
Die zweite Glocke wird Gregor Löffler und Söhne aus Innsbruck zugeschrieben. Die 1555 gegossene Glocke hat einen Durchmesser von 75,5 Zentimetern und ist 62 Zentimeter hoch. Die Schulterinschrift ist zwischen Kordelstegen angebracht. Ein liegendes Weinblatt ist vor der römischen Zahl MCCCCCXXXXXV zu sehen, flankiert von einem Kreuzigungsgruppenrelief und einer Mariendarstellung. Der Schlagring besitzt drei Stege, der Kronenbügel hat einen rechteckigen Querschnitt mit gefassten Kanten. Diese sind glatt, der obere Arm horizontal, der untere eingezogen. Dass die Glocke bei den Gebrüdern Löffler aus Innsbruck gegossen wurde, ergibt sich aus dem Vergleich der Schrift und der Reliefs, die denen auf der Glocke im heutigen Sonthofener Stadtteil Margarethen von 1560 gleichen.
Die dritte Glocke ist mit Hanns Georg Riederer, Mindelheim, 1688 bezeichnet. Die mit einem Durchmesser von 55 Zentimetern und einer Höhe von 48 Zentimetern kleinste Glocke des Geläuts besitzt eine Schulterinschrift zwischen zwei doppelten Stegen. Sie lautet AVS DEM FEIR FLOS ICH HANNS GEORG RIEDERER IN MINDLHAIM GOS MICH 1688. Darunter ist ein Fries aus einem hängenden vegetabilen Ornamentmotiv zu sehen. Die Flanke ziert eine Muttergottes, der Kronenbügel trägt an der Vorderseite einen Löwenkopf.